# San Lazzaro di Savena
San Lazzaro di Sàvena (San Lâżer o San Lâżar in dialetto bolognese) è un comune italiano di 32 851 abitanti della città metropolitana di Bologna in Emilia-Romagna.

Piazza Luciano Bracci (la principale piazza del Comune)

## Geografia fisica

### Territorio
(Dante Alighieri, Divina Commedia, Inferno, Canto XVIII)
La città incrocia la via Emilia (l'Aemilia, eretta dal console romano Marco Emilio Lepido tra il 189 e il 187 a.C.), ed è sulla destra idrografica del torrente Savena, a 6 km dal centro di Bologna (in direzione sud-est). È saldata all'agglomerato urbano del capoluogo: la separa da questo solo il corso del Savena, sulla cui sponda sinistra sorge, fra l'altro, l'omonimo quartiere della città di Bologna.
Il territorio del comune si sviluppa in pianura e a ridosso delle prime colline bolognesi: è attraversato da alcuni corsi d'acqua come lo Zena, il torrente Idice ed il Savena, nonché da un reticolo idrico di minore portata.
Sono presenti la Grotta della Spipola, con la sua dolina e gli affioramenti gessosi del Farneto e della Croara, che formano un complesso carsico nei gessi (con circa 200 grotte note, favorite dall'elevata solubilità del gesso e dall'azione erosiva dell'acqua), il quale, prodotto nello specifico dal corso d'acqua ipogeo del Rio Acquafredda, ha uno sviluppo complessivo di oltre 11 km ed è il maggiore dell'Europa Occidentale (esso è tutelato dal Parco dei Gessi Bolognesi e Calanchi dell'Abbadessa).

### Clima
San Lazzaro di Savena presenta un tipo di clima che è generalmente caldo e temperato e con una piovosità annua rilevante (il sistema di classificazione climatica di Köppen-Geiger, fa rientrare il suo territorio nel gruppo Cfa, ossia avente un carattere subtropicale umido).
Dal punto di vista legislativo (D.P.R. 26 agosto 1993, n. 412), il comune fa parte della fascia climatica E, con 2 210 gradi giorno: dunque il limite massimo consentito per l'accensione degli impianti di riscaldamento è di 14 ore giornaliere, dal 15 ottobre al 15 aprile.
| BOLOGNA BORGO PANIGALE (1991-2005) | Mesi | Mesi | Mesi | Mesi | Mesi | Mesi | Mesi | Mesi | Mesi | Mesi | Mesi | Mesi | Stagioni | Stagioni | Stagioni | Stagioni | Anno  |
| BOLOGNA BORGO PANIGALE (1991-2005) | Gen  | Feb  | Mar  | Apr  | Mag  | Giu  | Lug  | Ago  | Set  | Ott  | Nov  | Dic  | Inv      | Pri      | Est      | Aut      | Anno  |
| ---------------------------------- | ---- | ---- | ---- | ---- | ---- | ---- | ---- | ---- | ---- | ---- | ---- | ---- | -------- | -------- | -------- | -------- | ----- |
| T. max. media (°C)                 | 6,8  | 9,6  | 15,3 | 18,2 | 23,8 | 28,3 | 30,8 | 31,1 | 25,2 | 18,8 | 12,3 | 7,3  | 7,9      | 19,1     | 30,1     | 18,8     | 19,0  |
| T. min. media (°C)                 | 0,3  | 0,7  | 4,7  | 8,1  | 12,9 | 17,1 | 19,3 | 19,6 | 14,8 | 11,1 | 6,2  | 1,6  | 0,9      | 8,6      | 18,7     | 10,7     | 9,7   |
| Giorni di gelo (Tmin ≤ 0 °C)       | 13,4 | 10,6 | 2,9  | 0,2  | 0,0  | 0,1  | 0,0  | 0,0  | 0,1  | 0,0  | 2,0  | 9,9  | 33,9     | 3,1      | 0,1      | 2,1      | 39,2  |
| Giorni di ghiaccio (Tmax ≤ 0 °C)   | 0,4  | 0,2  | 0,0  | 0,0  | 0,0  | 0,0  | 0,0  | 0,0  | 0,0  | 0,0  | 0,0  | 0,4  | 1,0      | 0,0      | 0,0      | 0,0      | 1,0   |
| Precipitazioni (mm)                | 29,1 | 32,9 | 35,0 | 74,7 | 57,0 | 62,8 | 34,1 | 34,7 | 66,4 | 77,5 | 68,2 | 63,4 | 125,4    | 166,7    | 131,6    | 212,1    | 635,8 |

## Origini del nome
La natura del nome San Lazzaro di Savena è duplice: la prima parte è da ricondurre al lazzaretto che nel Basso Medioevo era stato elevato a oriente dell'antica cinta muraria di Bologna, attorno al quale, nei secoli, sorse la comunità sanlazzarese (l'agiotoponimo deriva dunque dal suo patrono, San Lazzaro mendicante e lebbroso). Va ricordato che, in origine, la località ospitante il nosocomio era chiamata Ronco Maruni, la quale divenne San Lazzaro di Roncomaruno, proprio per la presenza dell'edificio, e in seguito abbreviato in San Lazzaro); al fiume Savena (dall'etrusco Sàvena, "vena d'acqua"), che oggi lambisce i suoi confini da nord a sud, la città deve invece l'altro tratto della propria denominazione (il corso d'acqua, dal 1776 subì una deviazione artificiale, operata per tutelare Bologna dalle sue inondazioni). Infine, mediante un Regio Decreto del 1862, il comune assunse l'attuale denominazione di San Lazzaro di Savena.

## Storia

### Preistoria ed epoca romana
Una leggenda racconta che Gaio Giulio Cesare (allora triumviro), di ritorno dalla campagna militare in Gallia, il 9 gennaio del 49 a.C. (giorno che precedette lo storico attraversamento del fiume Rubicone, compiuto come deliberato atto di disobbedienza verso il senato romano, e che di fatto diede l'abbrivio alla Guerra civile di Cesare e Pompeo) alla testa del suo esercito s'accampò nei luoghi dove sarebbe in seguito sorta la comunità di San Lazzaro di Savena.
Abitato fin dall'antichità da gruppi pur non ancora stanziali, dediti alla pastorizia e all'attività di caccia, nel territorio comunale sono stati rinvenuti numerosi reperti risalenti al Paleolitico, all'Età del rame e all'Età del Bronzo (frazioni Croara, Farneto, Castel de' Britti, Colunga, Pizzocalvo); inoltre, con la vicina Villanova di Castenaso, è stato il primo testimone della civiltà villanoviana: nel 1853, il conte Giovanni Gozzadini portò alla luce una necropoli pre-etrusca, vicino alla parrocchia di Santa Maria Assunta di Caselle (nell'attuale frazione di Caselle).
In età romana l'ambiente locale si mostrava per la sua vocazione prettamente agricola (in tal senso, testimonianze sono state trovate in un luogo centrale della città), essendo, fra l'altro, nella zona che abbracciava Bononia, nel tratto della via consolare Emilia di congiunzione con la scomparsa città di Claterna.
Attorno al 190 a.C., nell'area dell'attuale frazione Colunga, si accampò parte dell'esercito romano del console Publio Cornelio Scipione Nasica, il quale, nei dintorni ove ora sorge la città di Castenaso sconfisse i Galli Boi. Successivamente, alcuni soldati rimasero in quelle terre, colonizzandole.
In località Pizzocalvo, la presenza romana si materializzò nella forma di un insediamento risalente al periodo fra il I e il II secolo d.C. In epoca romana da San Lazzaro di Savena passava la via Aemilia, che collegava Ariminum  (Rimini) con Placentia (Piacenza) per poi continuare, grazie a un prolungamento successivo, fino Mediolanum (Milano).

### Medioevo ed epoca napoleonica
Feudo di Matilde di Canossa, alla morte di questa (1115), il territorio che diverrà sanlazzarese entrò a far parte di quello felsineo.

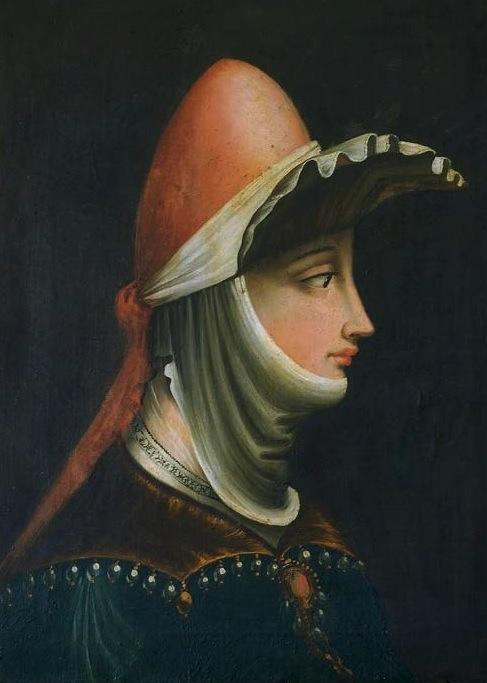
Matilde di Canossa

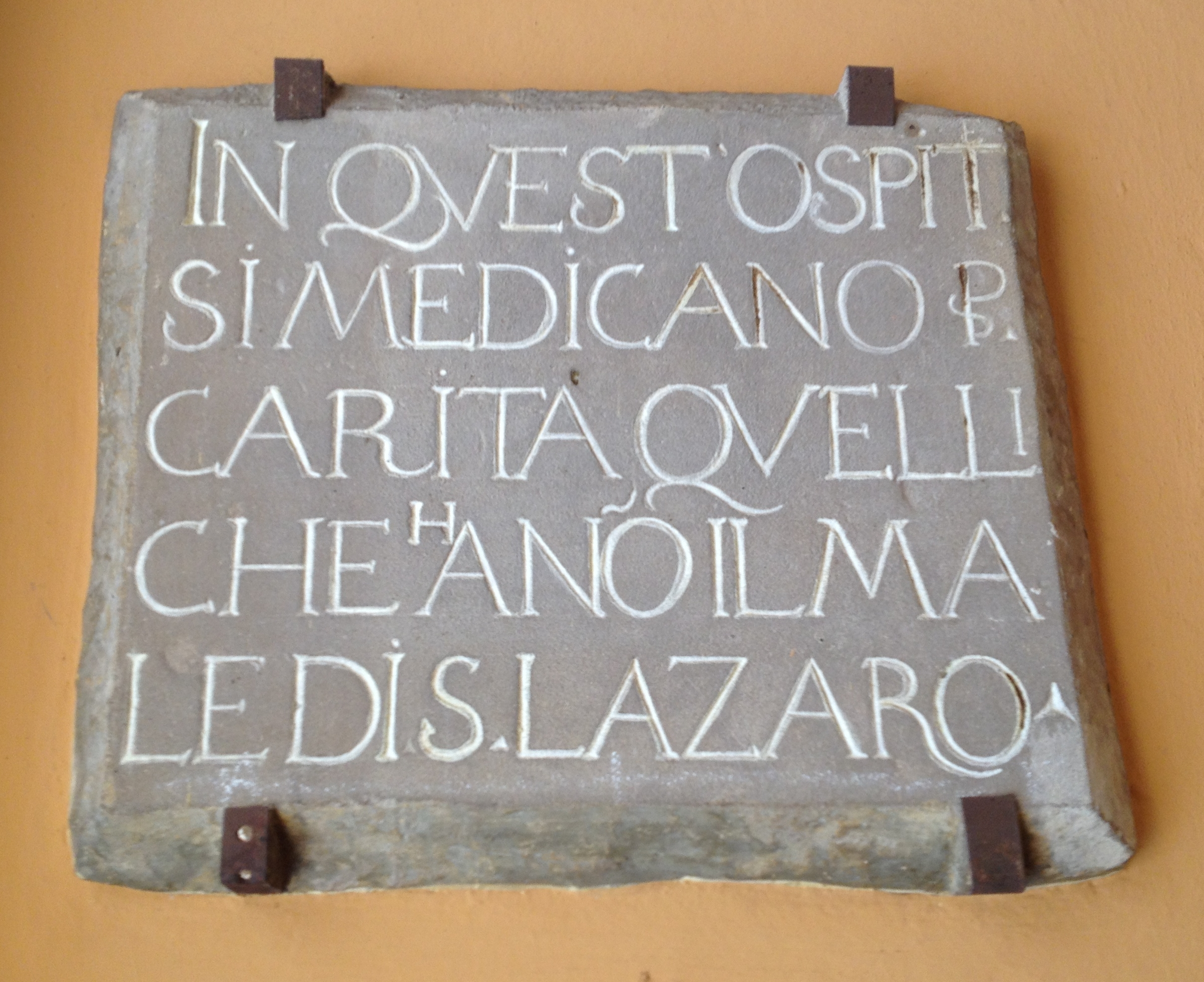
Testimonianza, in lastra di arenaria, dell'antico lazzaretto (ingresso della casa parrocchiale della chiesa di San Lazzaro)

All'epoca della prima cinta muraria di Bologna, presso la chiesa di San Michele dei Leprosetti, vi era anticamente un lebbrosario (la via Emilia, percorsa frequentemente, era un vettore diffusore di epidemie e comportò la creazione di lazzaretti per isolarne i colpiti). Con l'espansione della città, l'ospedale venne trasferito: in effetti, tra il XII ed il XIII secolo fu eretto un lazzaretto (dislocato come usanza del tempo, proprio fuori dalle città popolose, in maniera da limitare la propagazione delle infezioni) a tre miglia da Bologna, in una località di campagna chiamata Ronco Maruni (un antico documento riporta come funzionante tale ospedale già nel 1214). Nella disponibilità dell'edificio (governato da un rettore nominato dagli stessi infermi, i quali gli conferivano il potere di rappresentarli e di amministrare i loro beni) vi erano anche un oratorio, un pozzo, un'area ortiva e una cimiteriale.
Per via del lebbrosario medioevale, col tempo, Ronco Maruni cambiò nome in San Lazzaro di Roncomaruno e successivamente in San Lazzaro.
L'ospedale diventò poi una commenda affidata a varie famiglie nobili (come quella Isolani o degli Albergati). In particolare, nel XVI secolo la famiglia Alamandini (con il rettore Girolamo Alamandini) si rese protagonista della riedificazione dell'edificio ospedaliero e del restauro ed ampliamento di quello ecclesiastico (facendo erigere un campanile e un porticato).

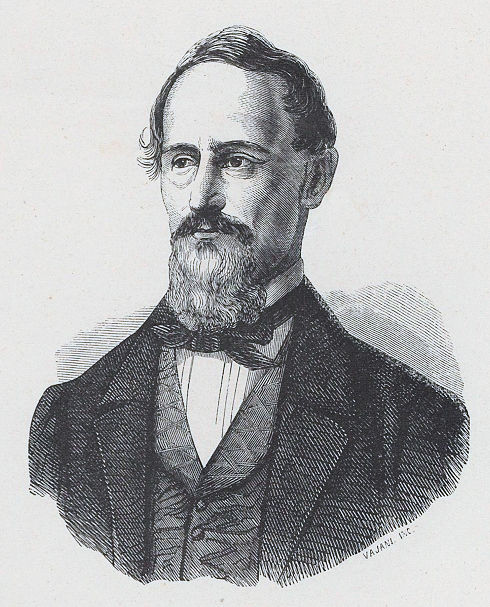
Carlo Berti Pichat: San Lazzaro divenne definitivamente autonomo per mezzo del suo interessamento. Fu anche il primo sindaco del comune

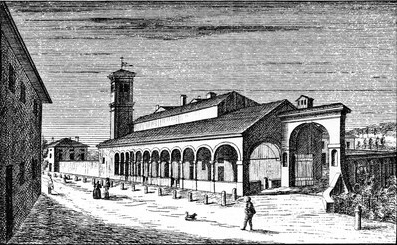
Litografia ottocentesca della chiesa di San Lazzaro

Successivamente, con provvedimenti in motu proprio, prima Papa Sisto V, quindi Urbano VIII nel 1624 ed infine Innocenzo X, assegnarono la commenda ad altre famiglie gentilizie. Nel 1692 la struttura ospedaliera e la chiesa andarono sotto l'amministrazione dell'Opera Pia dell'Ospedale degli esposti di Bologna.
Verso il 1700 l'abitato si sviluppò con maggior intensità attorno alla chiesa e al nosocomio (la lebbra già da alcuni secoli aveva avuto una decisa riduzione). Proprio l'ospedale fu soppresso durante la dominazione napoleonica, nel 1801 (le truppe francesi erano arrivate nel 1796). In questo periodo San Lazzaro nacque ufficialmente (1802), divenendo un comune autonomo nel 1810. Dal 1817, causa il ripristino della dominazione pontificia, venne declassato e tornò parte del comune di Bologna, come suo appodiato (per inciso, il palazzo comunale, già lebbrosario e sede di commenda, fu affidato ai Frati dell'Osservanza, nel 1818), ma riottenne l'autonomia a partire dal 1827 (con un motu proprio del pontefice Leone XII), grazie all'aiuto del politico Carlo Berti Pichat (che nel 1828 divenne il priore dell'amministrazione comunale).
Con il Regio Decreto n. 923 del 16 ottobre 1862, la municipalità cambia la propria denominazione da "San Lazzaro" a "San Lazzaro di Savena".
Nel XIX secolo San Lazzaro era scarsamente popolato (in rapporto alle sue dimensioni) ed importanti fenomeni di urbanizzazione o industrializzazione non lo coinvolsero: era ancora un borgo prettamente rurale.

### Dal Novecento a oggi
Il comune di Bologna, prima nel 1927 e in seguito nel 1931, cercò di annettere a sé nuovamente il territorio di San Lazzaro, il quale rispose con un lungo contenzioso durato fino al 1935 e risoltosi a favore dei sanlazzaresi.
Il 28 giugno 1914, mentre a Sarajevo veniva assassinato l'arciduca Francesco Ferdinando dell'Impero austro-ungarico, a San Lazzaro di Savena si votava per il nuovo sindaco. Il socialista Enrico Casanova, bracciante e politico attivo, vinse le elezioni. Nato a Ozzano dell’Emilia nel 1868 e aderente al PSI, Casanova si trovava in un comune in trasformazione con problematiche di disoccupazione stagionale. Durante il suo mandato, avviò iniziative per migliorare l'istruzione elementare e, ispirato dal sindaco di Bologna, acquistò grano per contrastare l'aumento dei prezzi dovuto alla guerra. Nel 1920, con l'avanzare del fascismo, Casanova affrontò violenze da parte dei fascisti, culminate con l'assassinio del socialista Ugo Mezzini il 19 marzo 1922 da parte di un gruppo fascista chiamato " Schiavisti agrari". Dopo numerose minacce, violenze fisiche e vessazioni pubbliche, Casanova si dimise il 12 giugno 1922 e si trasferì a Bologna nel 1923. Durante il suo mandato realizzò anche un nuovo cimitero comunale e sostenne le famiglie dei caduti in guerra, oltre che il monumento ai caduti che si trova tutt'oggi nella centrale Piazza Bracci.

Il municipio bombardato durante la Seconda guerra mondiale

Dopo il 25 luglio 1943 (la caduta del Fascismo) il commissario prefettizio e il segretario del Fascio furono costretti alle dimissioni. I cittadini si ripresero le istituzioni locali. Ma già dall'ottobre dello stesso anno, i soldati tedeschi (nell'ambito dell'Operazione Achse) occuparono il paese (stabilendo il loro quartier generale a Villa Rusconi-Rizzi, nell'odierna frazione Croara). Il neo Partito Fascista Repubblicano occupò gli uffici comunali.
In seguito, il sostegno dato dagli abitanti alla Resistenza, non rimase privo di conseguenze. L'episodio più grave si verificò il 2 luglio del 1944, quando otto civili furono rastrellati dai tedeschi delle SS (coadiuvati da fascisti locali delle Brigate Nere) dalle loro case site nella frazione Pizzocalvo, per aver vettovagliato i partigiani, e in località Croara subirono la fucilazione il giorno 3 luglio (vennero poi tumulati frettolosamente in una buca per far credere ad un loro trasferimento a Carpi, in attesa della deportazione definitiva nel Reich): verranno ricordati come i "Martiri di Pizzocalvo". Per commemorarli, sul luogo dell'eccidio fu loro dedicata una lapide (il 3 luglio del 1946) ed eretta una stele (quest'ultima dello scultore Luigi Mattei).
Nella giornata del 15 aprile 1945, un massiccio bombardamento degli Alleati (ad opera della 15ª Forza Aerea degli Stati Uniti e nell'ambito delle operazioni Craftsman e Wowser) portò la devastazione sul territorio comunale.
La città fu liberata ufficialmente dal nazifascismo, il 21 aprile del 1945, con l'arrivo delle truppe alleate della 3ª Divisione Fucilieri dei Carpazi del II Corpo polacco (nel 2017, in occasione del 70º anniversario della Liberazione, il Ministero della difesa ha conferito 26 "Medaglie della Liberazione" ad altrettanti ex partigiani sanlazzaresi).
Alfredo Nadalini fu il primo sindaco socialista di San Lazzaro di Savena dopo la fine del secondo conflitto mondiale. Nominato dal Comitato di Liberazione Nazionale Emilia-Romagna (CLNER) il 21 aprile 1945 e riconfermato nelle prime libere elezioni del 1946, fino al 1950. Militò nella 62ª brigata Camicie Rosse Garibaldi e operò sull’Appennino tosco-emiliano. Fu dunque riconosciuto come partigiano dal 1º maggio 1944 alla Liberazione.

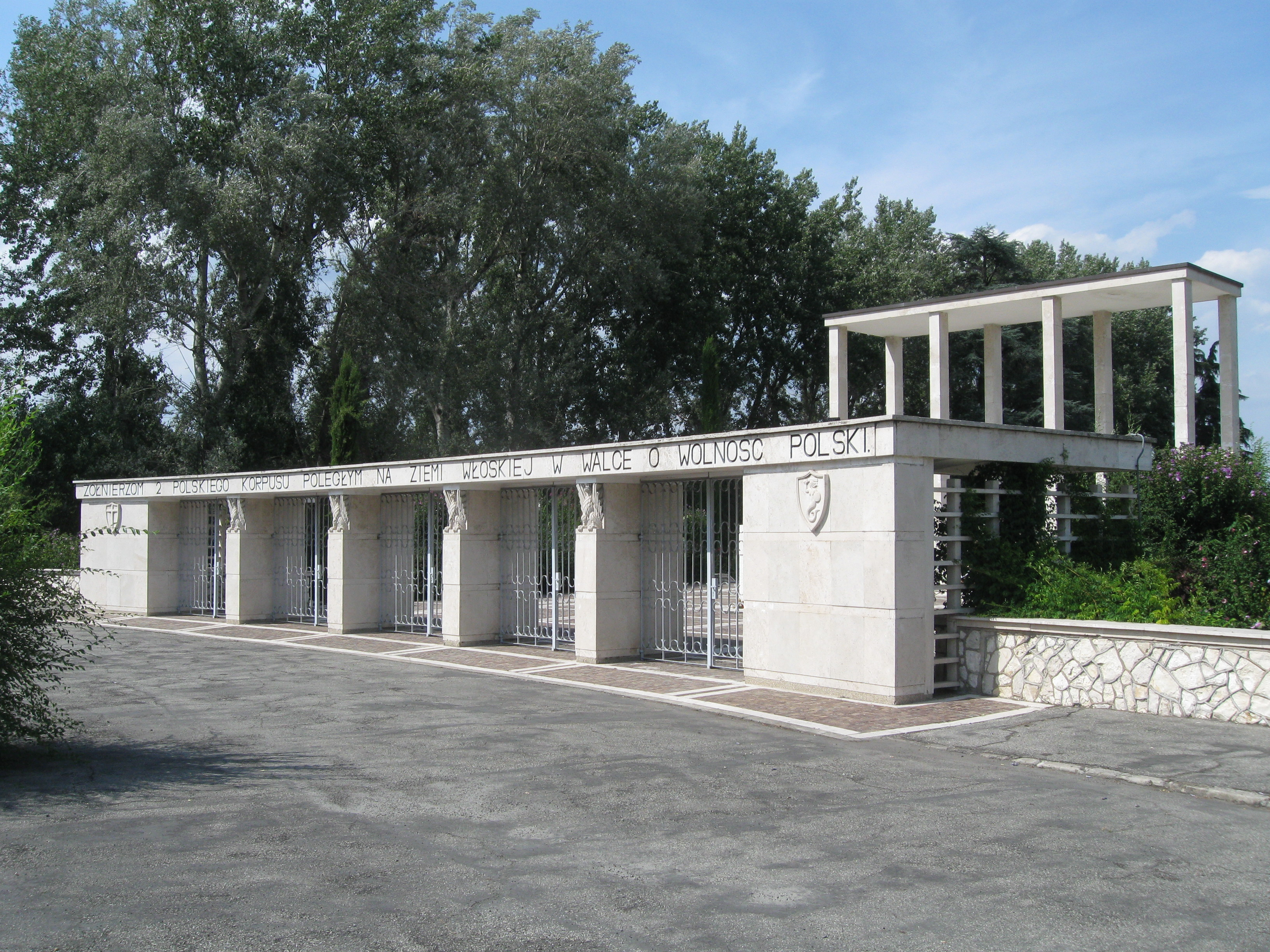
Cimitero militare polacco (al confine tra Bologna e San Lazzaro di Savena), ove riposano i soldati del Secondo corpo polacco

Conclusosi il conflitto, la città aveva subito vittime fra civili, partigiani e caduti sui campi di battaglia; il 65% degli edifici sul suo territorio risultavano rasi al suolo o fortemente danneggiati (con un novero di sfollati pari a 5 500 unità circa), le infrastrutture-chiave quali ponti, acquedotti, linee telefoniche ed elettriche erano state abbattute o notevolmente colpite, come gran parte delle costruzioni scolastiche; le coltivazioni erano devastate, senza contare la presenza di estese zone in cui erano state posate mine.
Dopo la ricostruzione postbellica, arrivò l'espansione edilizia degli anni settanta, iniziata negli anni cinquanta e proseguita negli anni novanta, fino ai giorni nostri, che ha fatto del comune una sorta di sobborgo residenziale di Bologna. San Lazzaro di Savena risulta essere uno dei comuni più popolosi della provincia bolognese (il quarto per popolazione residente: conta oltre 30 000 abitanti). Le origini di tale progetto espansivo sono ancora visibili, ad esempio, grazie al preciso impianto urbanistico della zona denominata Ponticella, la quale fu riqualificata dalla famiglia Brizzi-Nuccorini. Il complesso residenziale che è possibile osservare ancora oggi, sorse prevalentemente sui campi di proprietà di tale famiglia, la quale suddivise nel tempo i terreni circostanti la storica villa accanto al Savena, dando origine a strade e nuovi isolati. Le vie sono rimaste invariate e seguono ancora la disposizione geometrica definita all'epoca.
San Lazzaro è sede di industrie, dislocate in buona parte nella frazione La Cicogna, un insediamento artigianale-industriale nato negli anni settanta.
Oltre agli agglomerati urbani nei dintorni della via Emilia (San Lazzaro-capoluogo, La Cicogna, Idice, La Campana), ne esistono alcuni lungo la valle del fiume Idice (Castel de' Britti), del fiume Savena (Trappolone e Ponticella) e lungo la valle del torrente Zena (nel Farneto).

### Simboli

Stemma comunale di San Lazzaro di Savena

Lo stemma di San Lazzaro di Savena è del tipo scudo svizzero, separato in quattro parti: la prima, smaltata di bianco, reca la figura di un ponte ad un arco sormontato da quattro sirene sopra ad altrettante colonne, il tutto su di un fiume azzurro; il secondo e il terzo quarto sono tinti di verde e recano il motto in oro "LIBERTAS", posto in banda; l'ultimo quarto (su sfondo bianco) reca la figura di san Lazzaro seduto, con una veste azzurra e un cane accucciato alla sua sinistra. Lo scudo è sormontato da una lupa che allatta Romolo e Remo. Lo stemma è completato da ornamenti esteriori di città e da una doppia fronda d'alloro in decusse, che lo chiude verso il basso.
Nel primo quarto, è raffigurato il Ponte delle Sirene, costruito nel 1776 sul fiume Savena lungo la via Emilia, che divise San Lazzaro dall'appodiato pontificio degli Alemanni. La seconda e la terza partizione dello scudo sono in verde, in correlazione alla campagna, e il motto Libertas fa riferimento al periodo di assoggettamento alla città di Bologna. Nell'ultima parte, vi è l'allegoria del nome del comune, strettamente legato alla figura evangelica di san Lazzaro (ritratta in riva al torrente Savena, confine della città).
Lo stemma comunale fu disegnato nel 1851, su richiesta dello Stato Pontificio, e approvato nel 1857. Nel XX secolo, una circolare fascista (del 1927), disponeva che le prefetture esigessero da ciascun comune l'ufficializzazione del proprio stemma (o, in caso di assenza, che gli stessi ne richiedessero uno). Il 27 giugno del 1931, il podestà di San Lazzaro chiede al Governo di conservare lo stemma adottato oltre settanta anni prima. Ma la replica del prefetto di Bologna (del 1936) se da una parte riconosce a San Lazzaro l'esercizio del diritto alla conservazione dello stemma, dall'altra nega la possibilità che lo stesso abbia in sé anche la lupa romana (D.C.G. del 7 aprile 1937), oramai effigie del Fascismo, quindi non reputata consona a una piccola comunità come quella sanlazzarese. In seguito alla Liberazione, il comune recupera lo stemma del 1857, e a partire dal 21 dicembre 2007, ne ufficializza la revisione (ora emblema maggiormente moderno e stilizzato, pur con blasonatura identica), da accostare alla precedente versione, senza sostituirla.
Il gonfalone è un drappo di bianco.

## Monumenti e luoghi d'interesse

### Architetture religiose

#### Chiesa di San Lazzaro

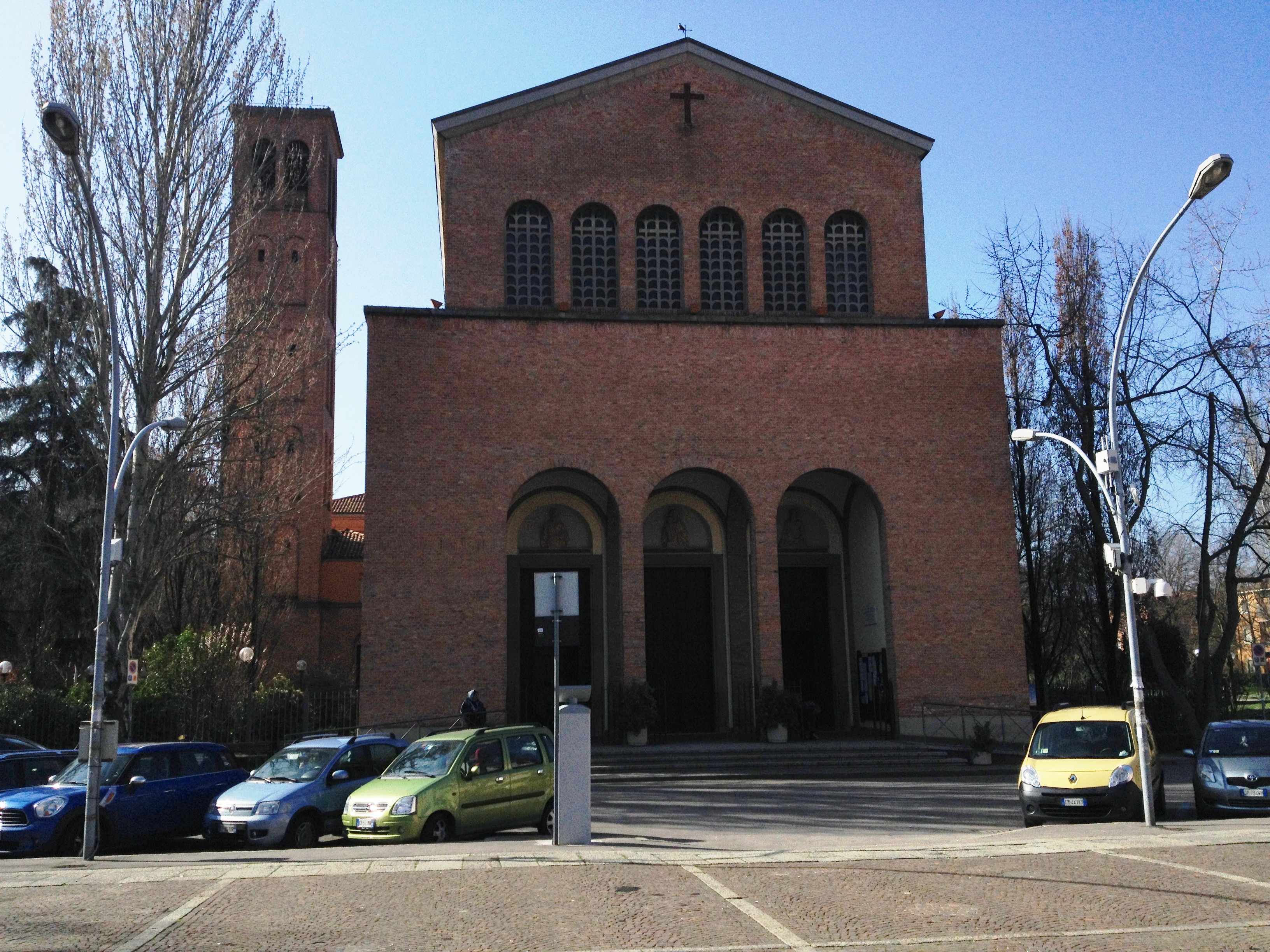
Chiesa di San Lazzaro (qui nel 2014)

La chiesa di San Lazzaro è la principale parrocchia comunale.
L'originaria cappella duecentesca si trovava nell'area oggi occupata dal municipio, adiacente all'antico lebbrosario, e fu elevata a parrocchia nel 1924. Distrutta da un bombardamento aereo durante la seconda guerra mondiale, la chiesa fu ricostruita nella posizione attuale in piazza Bracci, fra il 1946 e il 1949, su progetto degli ingegneri Ferruccio Maglioni e Rodolfo Bettazzi.
Nel retro della chiesa, nel 1962, venne fatta costruire la "Casa per giovani lavoratori" (in seguito denominata "Pensione Savena"), ovvero un alloggio economico per i meno abbienti, e fu approntata anche una mensa popolare (entrambe le attività furono chiuse il 30 giugno 2014).

#### Altre chiese

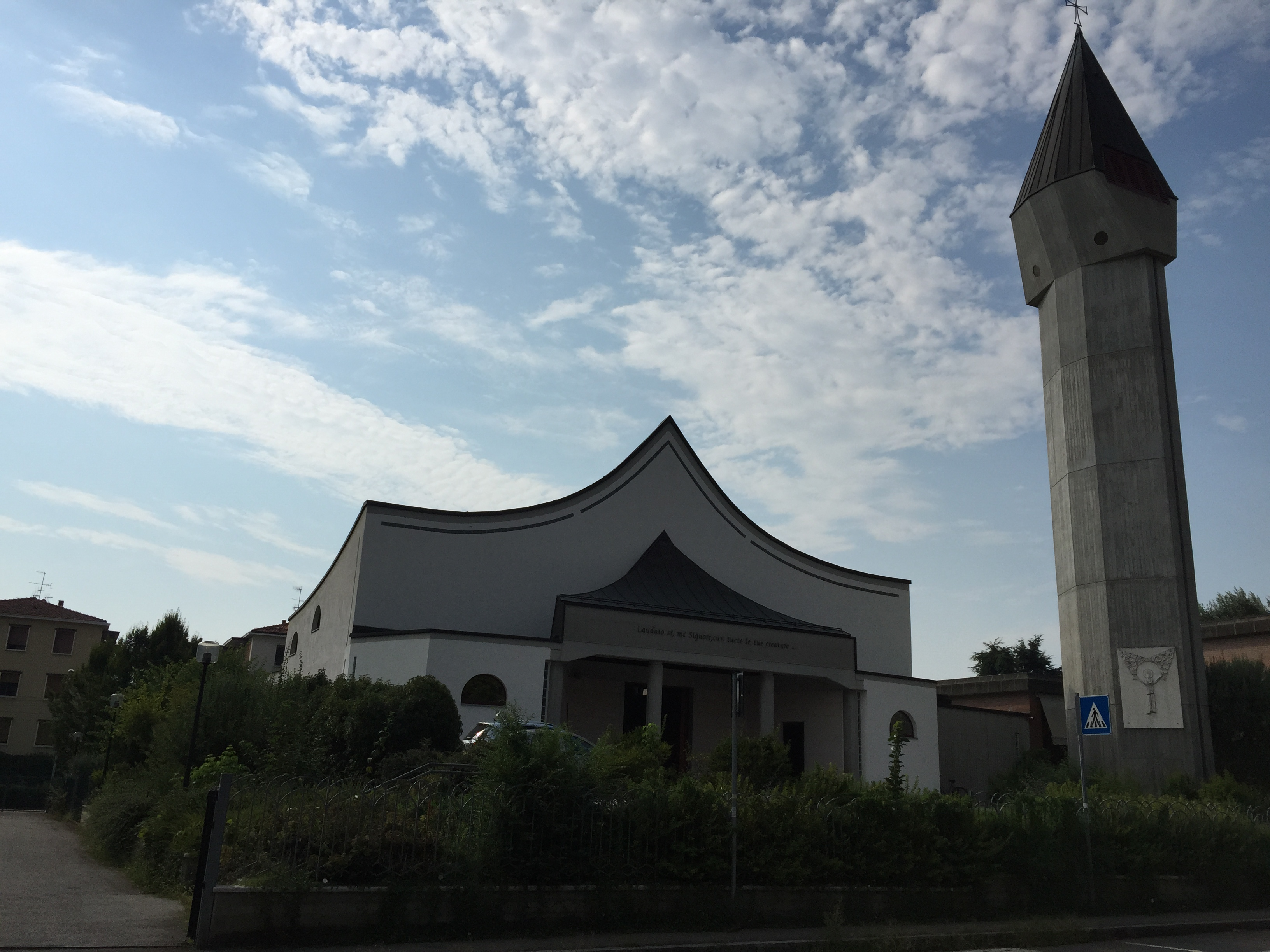
Chiesa di San Francesco d'Assisi

Chiesa di San Francesco d'AssisiStruttura moderna in zona San Lazzaro capoluogo, la cui costruzione è terminata fra il 1992 e il 1993 e dotata di un grande organo a 1 275 canne.
Chiesa di San Luca EvangelistaPiccola chiesa in località La Cicogna.
Chiesa della Sacra FamigliaChiesetta a pianta ottagonale (su modello della Chiesa della Madonna delle Apparizioni di Pellestrina), sita nella frazione La Cicogna (e nel cuore della comunità "Città dei Ragazzi", un'associazione laicale), nella cui cripta, dal 1980, sono custodite le spoglie del beato Don Olinto Marella (chiamato Padre Marella), fondatore dell'omonima Opera Padre Marella.
Chiesa di Santa Maria Assunta di CaselleChiesa collocata in zona centrale del territorio sanlazzarese.
Chiesa di Santa Maria Assunta e San Gabriele dell'AddolorataChiesa sita in località Idice.
Chiesa di Sant'AgostinoChiesa situata nella frazione di Ponticella, costruita nel 1959 e un tempo al servizio di un collegio di Suore adoratrici ancelle del Santissimo Sacramento e della carità; fu elevata a parrocchia nel 1967.
Chiesa di San Giovanni BattistaChiesa collocata in frazione Colunga, l'antica chiesa è traccia della civiltà villanoviana sul territorio, conserva infatti al suo interno una fonte battesimale che era un granaio di quell'epoca. Documentazione parrocchiale fa risalire la costruzione dedicata a San Giovanni Battista agli esordi del 1300. La "nuova" chiesa è stata invece edificata un secolo fa sopra a quella piccola preesistente (il nucleo originario fu ridotto a cappella) e possiede una facciata con elementi decorativi realizzati sia per il portale, che per il sovrastante finestrone, oltre a un timpano triangolare. Il campanile è formato da una grande guglia e da altre quattro angolari (di dimensioni minori). La parrocchia, al suo interno possiede quattro colonne di ordine ionico poste a sostegno della volta dell'altare maggiore (al centro del quale è presente un quadro, attribuito al pittore Giacomo Cavedone: La Natività di San Giovanni Battista). Nelle cappelle trovano spazio l'antica fonte battesimale, un quadro sulla crocifissione di Gesù (attribuito alla scuola del Tiziano), un altro sul Sacro Cuore di Gesù, un terzo dedicato a Santa Rita, un simulacro della Madonna (opera questa dello scultore cremonese Francesco Riccardo Monti) e quindici piccoli quadri che rappresentano i misteri del Santo Rosario (della scuola del Carracci).
Chiesa di San Lorenzo del FarnetoEdificata nel 1733 (il campanile è invece anteriore, 1500), al suo interno è collocata un'opera del XVII secolo di un artista della scuola di Guido Reni, che rappresenta Gesù crocifisso, affiancato dai Santi Lorenzo e Lucia. È presente anche il dipinto della Madonna della Cintura con Gesù bambino, al cui culto viene annualmente dedicata la Festa della Madonna della Cintura, per la grazia ricevuta dagli abitati del Farneto, nel corso dell'epidemia di colera del 1855, dalla quale uscirono senza registrare decessi.
Chiesa e Abbazia di Santa Cecilia della CroaraIl complesso (che sorge a sud del comune, precisamente nella frazione Croara), faceva parte di un antico monastero benedettino e nei secoli raggiunse un notevole potere economico e prestigio religioso. Il più datato documento ufficiale che faccia menzione dell'abbazia, risale al 1095, tuttavia è possibile che l'edificio sia più antico. Il complesso (un tempo anche sede del museo della preistoria Luigi Donini), contiene opere come una Via Crucis (in cotto e del XVII secolo), due effigi create da Giovanni Andrea Donducci, detto il "Mastelletta" (uno su Santa Cecilia e l'altro raffigurante San Girolamo), un dipinto riconducibile alla scuola di Guido Reni, avente come soggetto Sant'Antonio di Padova, una statua in cotto appartenente al XV secolo, che riproduce l'immagine di Santa Cecilia e una pala d'altare con Gesù bambino, attribuito al pittore bolognese Annibale Carracci. Nel 1977 è stato restaurato l'antico organo a canne, usando il materiale del vecchio organo ottocentesco e riportandolo all'antico splendore.

Nel 2005 l'abbazia ha ricevuto dai Club UNESCO il riconoscimento di "Patrimonio per la cultura di pace".

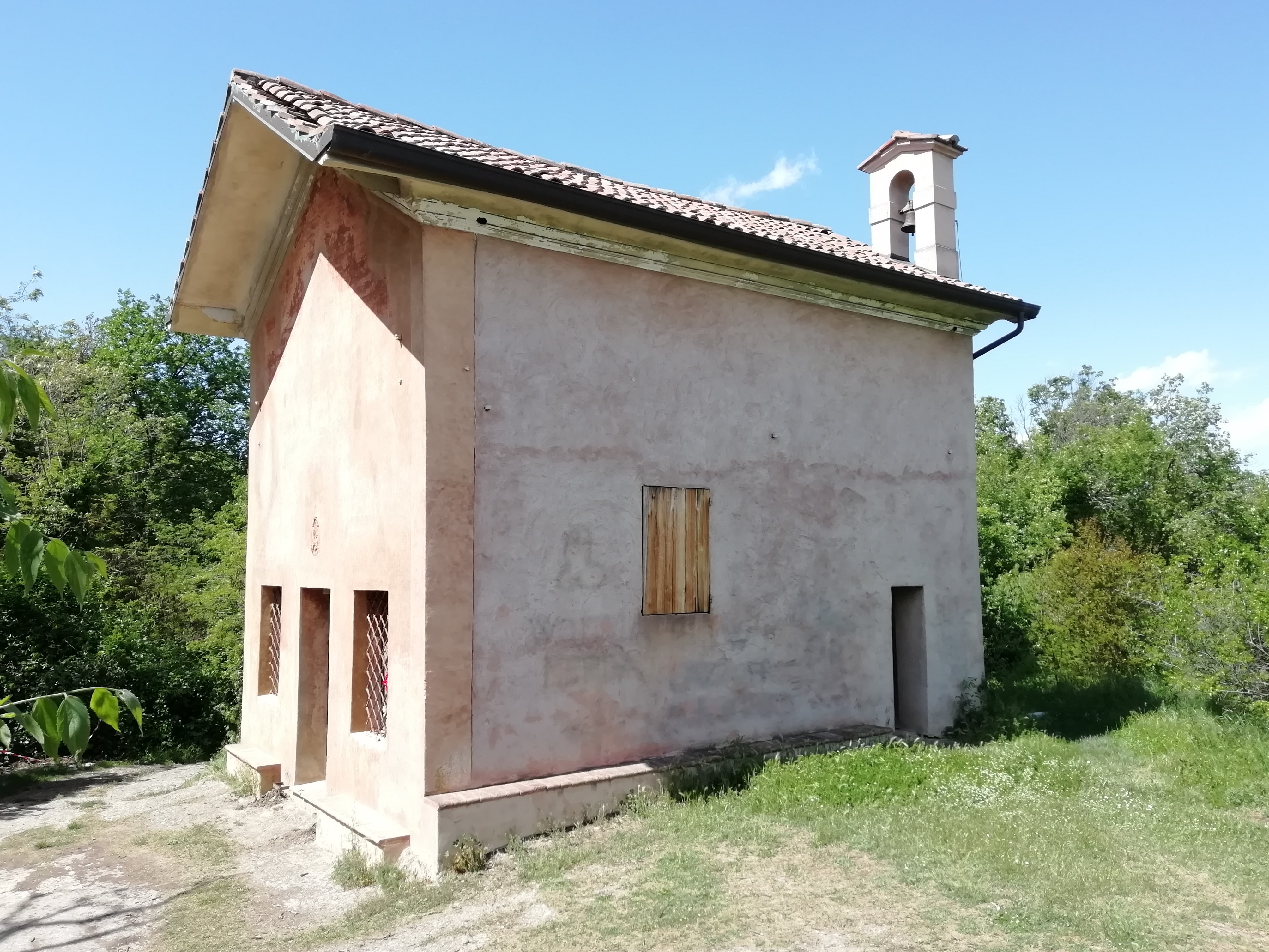
L'oratorio della Madonna dei Boschi, nel parco dei gessi

Oratorio della Madonna dei Boschi alla CroaraL'oratorio della Madonna dei Boschi è una piccola cappella sita all'interno di un bosco della Croara, finita di costruire nel 1630 e appartenente dal 1647 all'Abbazia di Santa Cecilia. Eretta dagli abitanti della Croara e di Rastignano per rendere grazie alla Madonna d'esser scampati alla peste del 1630, è stata restaurata nel 1998. Il poeta Enrico Panzacchi dedicò la lirica intitolata La Leggenda alla Madonna dei Boschi.
Chiesa di Sant'Emiliano di RussoChiesa collocata nella frazione Russo del comune.

### Architetture militari
- Rovine del Castello dei Britti

### Architetture civili

#### Piazza Luciano Bracci
La piazza pubblica principale di San Lazzaro di Savena è intitolata a Luciano Bracci, partigiano diciassettenne sanlazzarese, nome di battaglia "Toro", della 62ª Brigata Garibaldi "Camicie Rosse". A nord, il piazzale si apre sulla via Emilia, a ovest, si affaccia sulla sede dell'amministrazione municipale, a sud è presente la principale chiesa di San Lazzaro, mentre sul lato orientale, è collocato il monumento ai caduti della prima e della seconda guerra mondiale, con l'elenco delle vittime sanlazzaresi.
Nel 1962-63, l'architetto milanese Ferdinando Forlay si occupò del rifacimento del piazzale.
Fra il 2023 e il 2024, piazza Bracci è stata oggetto di lavori di riqualificazione che hanno visto l'aggiunta di spazi verdi, alberi e fontane a sfioro.

#### Monumento ai Caduti della Guerra 1915-1918 e 1940-1945
Col fine di onorare i caduti della Grande Guerra (di cui 131 sanlazzaresi), il 24 ottobre del 1921, l'allora sindaco di San Lazzaro di Savena, Enrico Casanova, istituì il "Comitato Cittadino per le Onoranze ai Caduti in Guerra" (composto sia da autorità civili che religiose, associazioni, ma anche persone comuni) il quale diede l'avvio a una raccolta fondi. Dall'idea di partenza di una commemorazione fatta mediante il collocamento di una semplice lapide, si passò alla convinzione di dover erigere un monumento nel cuore della piazza principale.

Monumento ai Caduti (qui negli anni trenta, prima del suo spostamento dal centro al lato est della piazza principale di San Lazzaro). Sullo sfondo, il Palazzo Comunale

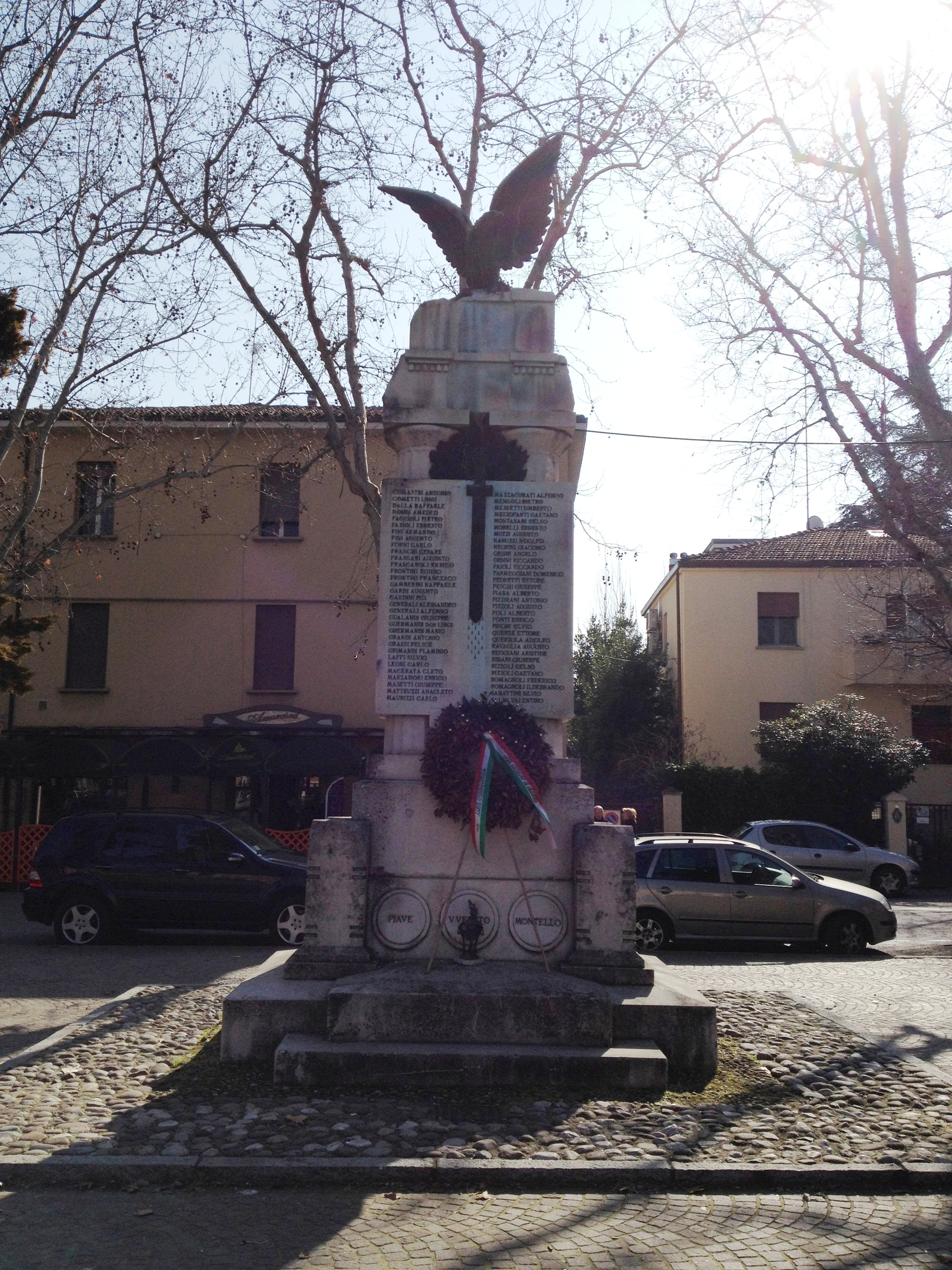
Monumento ai Caduti della Guerra 1915-1918 e 1940-1945

Il Comitato diede l'incarico all'architetto e scultore Riccardo Venturi di realizzare l'opera da lui proposta. Il 21 settembre 1922, il Ministero della Guerra Fascista, concesse tre quintali di bronzo recuperati da rottami, per concretare le decorazioni. Il 24 settembre 1922, si tenne la cerimonia della posa della prima pietra. Il monumento, terminato a fine maggio 1923, venne inaugurato il 24 giugno successivo.
Nel 1962-63, il comune designò l'architetto Ferdinando Forlay per la progettazione del rifacimento della piazza principale: i risultati dello studio, contemplarono anche la variazione di posizione del monumento, dal centro, al lato orientale del piazzale.
L'opera è un'alta stele costituita di pietra calcarea ornata da decorazioni bronzee. Il monolito riporta elementi propagandistici rappresentazioni della "forza" e della "supremazia" del regime fascista.
La costruzione architettonica è composta da un basamento con due gradini (per i due lati più estesi di tale base, furono previste due lampade votive) sul quale si appoggia un blocco (salvaguardato agli angoli da quattro elementi verticali sagomati) che ospita, frontalmente, tre rilievi circolari dotati delle iscrizioni: "PIAVE", "V. VENETO", "MONTELLO". Sul lato sinistro di tale blocco, in un altro cerchio è incisa la dicitura: "M. GRAPPA"; sul lato destro, in un ulteriore rilievo a forma di disco, si può leggere: "GORIZIA"; infine, sulla parte retrostante vi sono altri tre elementi (sempre di tipo circolare), all'interno dei quali sono visibili le parole: "S. MICHELE", "M. SANTO", "BAINSIZZA".
Il blocco fa da sostegno a due colonne di ordine dorico binate, le quali s'innestano in un parallelepipedo rettangolo (per uscirne alla sommità dello stesso) contenente frontalmente una doppia fila di nomi di caduti nel primo conflitto mondiale (al di sotto di tale elenco, c'era originariamente la seguente iscrizione, andata perduta: "MCMXV / MCM XVIII / VIRTÙ DI POPOLO - AMOR DI PATRIA / EROI LI FECE / PER L'ITALIA IN ARMI / A GLORIOSA MORTE IMMOLATI / AD ETERNA VITA RINATI"). Nel lato sinistro del parallelepipedo, è presente un altro elenco di nomi; sulla parte destra, sono visibili sia un'ulteriore lista, che la data d'inaugurazione del manufatto: "24 GIUGNO 1923". Conclusa la seconda guerra mondiale, nella parte retrostante fu aggiunta la scritta: "CADUTI NELLA GUERRA 1940-1945", fornita d'una elencazione di vittime sanlazzaresi di quel conflitto, oltre che la dicitura: "PARTIGIANI" (con un ultimo insieme di concittadini periti nel corso della lotta partigiana).
Tornando alla parte frontale del grande blocco principale, in essa è presente una spada bronzea "gocciolante il sangue dei caduti" (con la dicitura "SPQR" sulla guardia), al di sopra della cui impugnatura, vi è un componente bronzeo decorativo a foggia di foglie di quercia e d'alloro (rispettivamente a significare la forza e l'onore). Più in alto, su di un tratto di trabeazione, svetta un'aquila (in bronzo) ad ali semi-distese (emblema della forza).
In origine, il monumento ai caduti era delimitato da una bassa recinzione in metallo. Plausibilmente, la cancellata subì la rimozione per via delle leggi fasciste che, a partire dal 1940, imponevano la requisizione del ferro per destinarlo allo sforzo bellico. In seguito, il perimetro fu definito nuovamente da un recinto (in pietra), poi anch'esso rimosso.

### Dimore storiche
Il territorio di San Lazzaro di Savena è disseminato di ville patrizie e palazzi storici, edificazioni di campagna degne di nota dal punto di vista architettonico e per la rilevanza delle famiglie nobiliari che le hanno commissionate.

#### Villa Bellaria
Villa Bellaria è una costruzione cinquecentesca. Già della famiglia dei Malvasia, andò in proprietà ai Pepoli, poi ai Boschi ed ai Mondani-Coltelli, quindi, all'azienda Furla. Attorno alla villa, nel corso del tempo furono espropriati diverse porzioni di terreno per consentire, negli anni venti, il collegamento del vicino ospedale Bellaria alla viabilità ordinaria e, in tempi recenti, per ragioni generali di assetto urbanistico.
Negli anni della seconda guerra mondiale Villa Bellaria fu requisita al fine d'essere convertita a centro meccanografico di un istituto bancario, poi trasformata negli ambienti redazionali del quotidiano L'Avvenire d'Italia, quindi subì, come tutta San Lazzaro, l'occupazione tedesca. Fu anche sottoposta a bombardamenti alleati.
Rimangano poche testimonianze dell'originale verde della proprietà, in quanto, per via dell'inverno ostile occorso fra il 1944-1945, una parte degli alberi fu abbattuta ad uso di riscaldamento. Il giardino ha avuto un parziale ripristino postbellico e, negli anni novanta (a seguito dell'acquisizione della società Furla), un restauro approfondito con la consulenza del paesaggista Paolo Pejrone).

#### Villa Brizzi-Nuccorini
Villa Brizzi è un antico edificio settecentesco sito al centro della frazione Ponticella (un tempo area agricola della famiglia Brizzi, proprietaria dei terreni circostanti). Nel corso dell'Ottocento, vennero ospitati anche personaggi illustri e rimase residenza estiva fino ai bombardamenti che colpirono pesantemente la villa (sede del comando tedesco), verso la fine della Seconda Guerra mondiale. Nel 1950 gli eredi la ricostruirono con la stessa volumetria precedente, senza però restaurare gli affreschi che la caratterizzavano internamente ed esternamente. Solo verso gli anni '80, la famiglia Nuccorini vendette la villa ed il comune espropriò il parco secolare rimanente, convertendolo in parco pubblico.

#### Villa Cicogna

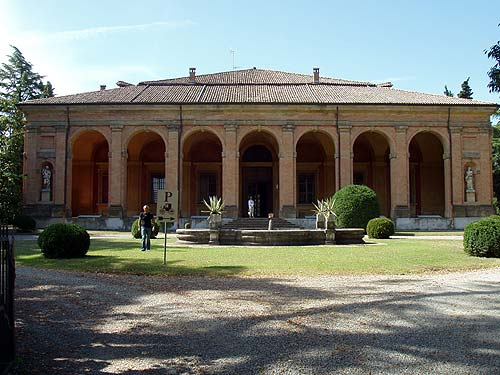
Villa Cicogna

Villa Cicogna (o Villa Boncompagni alla Cicogna) è una residenza cinquecentesca situata nella frazione La Cicogna, lungo la via Emilia. È considerata uno degli ultimi lavori dell'architetto Jacopo Barozzi e, sebbene incompiuta, è uno dei primi esempi del "periodo aureo" per le ville bolognesi di campagna.
L'edificio fu commissionato dal marchese Giacomo Boncompagni, figlio di Ugo Boncompagni (poi papa Gregorio XIII). Nei secoli appartenne a famiglie aristocratiche quali i Colonna, i Pepoli, i Paleotti e gli Aldrovandi, e più recentemente a società private. All'interno custodisce stucchi e affreschi, fra cui un ciclo di tempere su parete (in parte perdute) di Carlo Lodi e Antonio Rossi. La villa si trova immersa in un parco, in parte pubblico, ed è collegata alla via Emilia da un lungo viale alberato.
La colonia elioterapica "Assunta Panterna", fu inaugurata nell'estate del 1942 vicino al torrente Idice (nell'odierna via Ca' Bassa) come consolidamento di una precaria installazione fluviale preesistente dei primi del Novecento e su impulso del partito fascista locale. L'edificio (dall'architettura circolare, progettata dall'ingegnere Mario Agnoli) fu il frutto d'una donazione alla Gioventù italiana del littorio da parte del commendatore Pompeo Panterna (in memoria della defunta consorte, Assunta Gruppi). La colonia estiva accoglieva ragazzi che vi trascorrevano periodi di cure elioterapiche o vacanze. Nel 1943, venne requisita prima dal 6º Reggimento bersaglieri del Regio Esercito, quindi da truppe di occupazione tedesche, per allocarvi una stazione radio dell'Ente Italiano Audizioni Radiofoniche, avente funzione d'interferenza delle trasmissioni radiofoniche degli Alleati rivolte alla Resistenza partigiana. Proprio le forze alleate ne fecero a più riprese un bersaglio fino a raderla al suolo nelle incursioni aeree del 1944-1945.

#### Villa Dolfi-Ratta
La villa nobiliare Dolfi-Ratta (o Castello Dolfi-Ratta), un tempo conosciuta anche come Villa Bosdari, collocata nella periferia sanlazzarese, era originariamente circondata da mura merlate che, connesse a due torri prospicienti l'edificio principale, creavano un aspetto d'insieme similare a quello di un castello: in effetti, il complesso, risalente ad epoca quattrocentesca, era un lazzaretto e la sua struttura fortificata era stata studiata per assolvere sia a funzioni sanitarie, che difensive verso il brigantaggio.
La villa, nel XVI secolo passò alla ricca famiglia pavese dei Parati (in un antico dipinto custodito in una cappella che apparteneva al cavaliere Parati, sita nella Chiesa di Santa Maria della Misericordia a Bologna, è possibile scorgere l'edificio fortificato). In seguito, la proprietà giunse ai conti Grassi, quindi a quelli Pallotta i quali, nel 1730, la vendettero al marchese Ludovico Ratta. Nell'ultima parte del XVIII secolo, la marchesa Maria Dolfi-Ratta (ereditata la struttura), ordinò alcune significative revisioni architettoniche, facendo tra l'altro atterrare le mura difensive. Eleonora Dolfi-Ratta, nel 1891 lasciò in eredità la dimora a sua nipote Eleonora Agucchi Legnani, sposa del conte Girolamo De Bosdari. All'inizio degli anni sessanta del Novecento, gli eredi del conte De Bosdari cedettero la villa alla famiglia di imprenditori Borsari, i quali vendettero (nel 1977) agli immobiliaristi Marzaduri.
Intersecante un parco secolare (esteso oltre 180 000 m² e includente anche giardini all'italiana che accolgono una fauna composita: caprioli, daini, tassi, pavoni, pappagalli, fagiani e lepri), un lungo doppio viale funge da accesso alla Villa Dolfi-Ratta. L'edificio, di oltre 1 200 m² (che in tempi moderni ha subito un restauro durato 10 anni) è formato da un corpo centrale e dalle due torri laterali d'avamposto sopraccitate. L'ingresso è costituito da una ampia loggia con volta a botte ornata da affreschi rappresentanti scene di respiro mitologico. L'interno è corredato di decorazioni in stile Luigi XVI e tempere raffiguranti rovine. Nella proprietà si trovano anche un auditorium, una cappella privata approntata nel 1777 e abbellita da stucchi (situata nella torre di levante) e un'antica conserva.
Villa storica, parco e giardini sono utilizzati parzialmente per varie tipologie di eventi mondani.

#### Villa Pepoli
In località La Mura San Carlo vi è ubicata Villa Pepoli (o Villa San Camillo ed ex Villa Seminario), costruita dalla famiglia nobiliare bolognese dei Pepoli alla fine del XVII secolo. La villa (era soprannominata "il serraglio", in quanto aveva una recinzione per via della numerosa e varia fauna tenuta al suo interno), passò poi ai Legnani, quindi ai Bovi e alla famiglia dei Bonora. Nel 1862 fu del Seminario Arcivescovile di Bologna (il quale fece eseguire modifiche strutturali all'unico corpo centrale dello stabile, aggiungendo due ali). Divenne luogo di villeggiatura per seminaristi fino al 1933, quando, per volere del cardinale Nasalli Rocca, fu ufficialmente inaugurato come ospizio (il San Camillo).
Durante la seconda guerra mondiale Villa Pepoli fu lesa seriamente, ma questo non impedì d'accogliere sfollati. Dal 1962 al 1973 la sua destinazione d'uso mutò in studentato teologico e successivamente in ospedale. Attualmente la tenuta ospita locali dell'Azienda USL di Bologna.

#### Villa Rodriguez
Villa Rodriguez edificata nel 1855 sulla via Emilia, era la residenza estiva della famiglia Rodriguez (di origine spagnola), e fu destinata dalla marchesa bolognese Laura Bevilacqua Ariosti (vedova del marchese Annibale Rodriguez y Laso De' Buoi, deceduto nel 1901) all'istituzione di un convalescenziario per donne non abbienti.
L'inaugurazione dell'istituto avvenne nel 1932. Nel 1943 l'Ospedale Maggiore di Bologna fu quasi completamente abbattuto da un bombardamento nel corso della seconda guerra mondiale e in conseguenza di ciò, nel 1944 la villa accolse nei propri locali la sua Divisione di Medicina. Causa l'occupazione tedesca e in seguito per via degli alleati, l'attività fu sospesa. Nel 1945 anche il convalescenziario fu bombardato (venne distrutto, fra l'altro, il suo archivio). Concluso il periodo bellico, Villa Rodriguez fu convertita a nosocomio di zona. La struttura riprese la sua attività assistenziale solo nel 1964, finalità che successivamente mutò in casa di riposo riservata a donne anziane.
La proprietà ove è ubicata la villa (un amplissimo terreno agricolo completo di parco a carattere secolare) è stata dal comune parzialmente urbanizzata e in parte trasformata nel Parco della Resistenza. Nel 1984 l'edificio fu sottoposto ad un importante progetto di ristrutturazione ed ampliamento (lavori che si svolsero dal 1989 al 1992). Nel medesimo anno, le funzioni di casa protetta e di convalescenziario per persone anziane disabili o non autosufficienti furono ripristinate.

#### Villa Salina

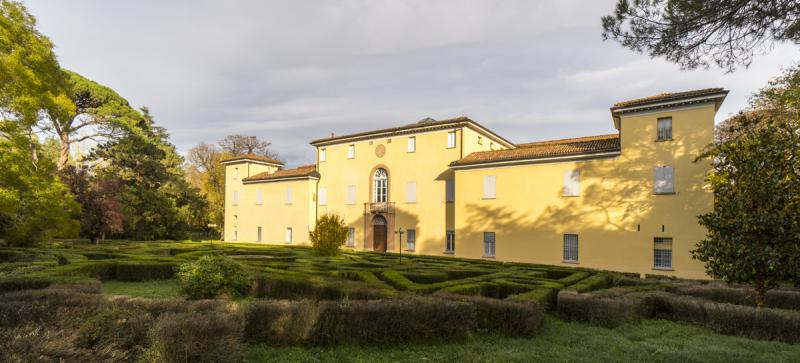
Villa Bolognini (ora Salina) nel suo aspetto attuale.

Villa Salina, in località Farneto, è nel tempo appartenuta alle famiglie nobiliari dei Bolognini (i quali la fecero innalzare al termine del XV secolo), quindi degli Amorini, e del marchese Salina in seguito.
Il territorio sanlazzarese fu pesantemente bersagliato nell'atto conclusivo del secondo conflitto mondiale: la villa fu colpita e subì danni non lievi (e l'ampio giardino, dotato di siepi labirintiche, fu distrutto). Dopo un lungo periodo d'incuria, Villa Salina è stata sottoposta ad interventi di recupero. Attualmente essa è adibita a struttura di accoglienza per anziani, con un parco che ha un'estensione superficiale di circa un ettaro, comprensiva di un giardino all'italiana col suo parterre.

#### Altre ville storiche
Villa Scornetta (sita nel capoluogo) è una tenuta rinascimentale che apparteneva alla famiglia Bianchini (fu poi acquistata nel 1808 da Vincenzo Pasquale Rusconi e giunse, per eredità, alla famiglia Berti), passò quindi alla famiglia Paglia. È attualmente di una società immobiliare.
Nella frazione di Caselle, è presente Villa Rorà (in principio dei Gozzadini, poi dei Bonfioli, quindi dei Malvezzi e ora convertita parzialmente in stabile condominiale).
A Colunga vi è Villa Savioli, un complesso posseduto dai Pepoli e in seguito dai Savioli (ora è dei Marescotti).
In località Croara si trovano Villa Malvasia, costruzione del XVII secolo e Villa Rusconi-Rizzi (già degli Zambeccari, quindi dei Malvezzi), oggi divenuta condominio (durante l'occupazione tedesca era stata trasformata nella loro roccaforte a San Lazzaro).
Nella frazione di Pizzocalvo è collocata una villa del XVI secolo soprannominata Palazzo del Bosco (per via del suo bosco perimetrale) appartenuta inizialmente alla famiglia dei Bovio, poi ai Boncompagni, quindi ai Berti Pichat; presentemente la famiglia proprietaria è quella dei Minutoli Tegrini.
A Castel de' Britti sono visibili la Villa Malvezzi, un fabbricato in stile neomedievale costruito sul finire dell'Ottocento, e Villa L'Abbadia, costruzione storica, in passato sede di ordini religiosi e poi convertita ad uso civile all'inizio del XIX secolo, facendo innalzare una torre con orologio.

### Altro

#### Ponte Savena
Il ponte Savena è una costruzione posta sul torrente Savena che congiunge a est il territorio della città di Bologna a quello di San Lazzaro di Savena. Tra il 1776 e 1777, fu edificato in quanto funzionale a una deviazione del Savena. Il ponte (riprodotto anche nello stemma comunale) era anticamente dotato di quattro pilastri le cui cime erano corredate da altrettante statue raffiguranti sirene (chiamate "sfingi" secondo alcuni documenti di quel periodo). Pilastri e sculture furono rimossi in base a un progetto del 13 maggio 1885 e rimpiazzati da pilastri bassi sormontati da sfere (della cui esistenza tuttavia, non v'è più traccia già nelle fotografie dei primi anni del Novecento), il tutto per seguire i piani d'ampliamento della sede stradale del ponte, consentendo la circolazione della tranvia a vapore Bologna-Imola, a quel tempo in fase di costruzione.
Il ponte Savena, adeguato nell'Ottocento, nella seconda guerra mondiale subì l'abbattimento e venne sostituito dall'attuale (dallo stile architettonico anodino).

### Siti archeologici

#### Scavi di via Montebello
Un accidentale ritrovamento in località Pizzocalvo (via Montebello, sulla sponda sinistra del torrente Idice e nel cuore del Parco regionale dei Gessi Bolognesi e Calanchi dell'Abbadessa) ha dato l'abbrivio a due campagne di scavo del 2001 e del 2007 che hanno rivelato l'esistenza d'un importante insediamento d'epoca romana. In particolare, l'impianto rustico rinvenuto consta di una serie di ambienti, uno dei quali era un magazzino per la conservazione di generi alimentari. L'attività archeologica ha individuato sostanzialmente tre fasi d'insediamento dell'edificio, risalenti ad un periodo compreso fra il I e il II secolo d.C., e messo in luce come quella zona non fosse rilevante solo per il suo ruolo agricolo, ma anche per quanto concerne il governo dei traffici commerciali che si svolgevano tra l'Emilia e l'Etruria (attraverso la valle dell'Idice).

#### Area della ex cava a filo
Area d'interesse paleontologico è quella della ex cava a filo, nei pressi della frazione Croara (localizzata nel Parco dei Gessi Bolognesi e Calanchi dell'Abbadessa), ove si presenta un paleo-inghiottitoio, scoperto attorno al 1960. Studi sono stati portati avanti anche a partire dal 2006 e fino al 2011. La datazione del sito varia fra gli 11 000 e i 20 000 anni a.C. Parte dei ritrovamenti fossili consistono in volpi, lupi, ermellini, cinghiali, lepri, uri, bisonti delle steppe, resti di pini, ontani, betulle, olmi e querce.

#### Camposanto del lazzaretto
Nel maggio del 2015 gli archeologi (a seguito di lavori di rifacimento dell'arteria storica via Emilia, causa il cantiere stradale "BOBO", per il trasporto pubblico), si sono imbattuti in sepolture di pertinenza dell'antico camposanto della chiesa medievale andata distrutta (a sua volta correlata all'ex lebbrosario della zona).
Precedenti scavi (1987), compiuti nel cortile municipale (nel corso di una ristrutturazione), misero in luce alcuni resti delle fondazioni dell'antico edificio di culto. Furono scoperte anche una cinquantina di tombe, la cui fattura varia a seconda del ceto sociale dei defunti: inumazione in semplici fosse, entro bare lignee o in cassoni in muratura (questi ultimi collocati all'interno del perimetro della chiesa oppure accostati alla sua facciata).
Gli scavi del 2015 nel centro del comune hanno portato al rinvenimento di tombe basso-medievali (una decina), le quali ampliano i limiti di quella che si pensava potesse essere l'area cimiteriale, coinvolgendo anche l'ambito della via Emilia. A pochi centimetri dalla superficie sono state individuate spoglie adagiate nella nuda terra (ma anche alcuni resti di bare di legno) con, in molti casi, sovrapposizioni di seppellimenti.

#### Il pozzo per la captazione delle acque
La Soprintendenza Archeologia dell'Emilia-Romagna, in via Caselle (nel centro di San Lazzaro) ha compiuto scavi nel 2006 (in un cantiere edile aperto per una nuova costruzione) che hanno evidenziato un pozzo per la captazione delle acque (avente una profondità di circa 13 metri), manufatto costruito presumibilmente non prima del I secolo a.C. La funzionalità del pozzo (di servizio a un edificio rurale andato perduto e segno d'un insediamento agricolo romano nel contesto dell'ager Bononiensis) cessò tra la fine del II secolo d.C. e l'inizio del III secolo d.C. Nel cuore della cavità sono stati ritrovati reperti in gran numero, i cui più significativi sono rappresentati da un dupondio con al dritto la testa dell'imperatore Marco Aurelio e al rovescio la dea Vittoria (moneta coniata nel periodo 170-171 d.C.), un pendaglio di lamina bronzea traforata, uno spillone in osso con testa sferica, una firmalampe (lucerna firmata) e un mortaio ricavato dalla pietra di Aurisina.

### Aree naturali
Il comune fa parte del Parco regionale dei Gessi Bolognesi e Calanchi dell'Abbadessa, caratterizzato da numerosi punti di interesse.

#### Grotta del Farneto
La Grotta del Farneto (un tempo chiamata anche del Farnè, o dell'Osteriola, nominata monumento nazionale sotto il Regno d'Italia) è una cavità del Parco regionale dei Gessi Bolognesi e Calanchi dell'Abbadessa. L'antro gessoso, che si trova nel territorio di San Lazzaro di Savena (località Farneto), venne scoperto nel 1871 dallo studente di geologia Francesco Orsoni (insieme al contadino Filippo Dorelli) e fu esplorato fino ai primi del Novecento.
Negli anni cinquanta gli scavi per accedere alla grotta ripresero, ma dopo alcuni decenni di abbandono, l'ambiente fu chiuso al pubblico (a seguito di eventi franosi all'ingresso, di cui l'ultimo nel 1991) e solo dopo l'esecuzione d'interventi di consolidamento e messa in sicurezza, fu riaperto nel 2008.
Campagne di scavi evidenziarono come la caverna venne frequentata dall'Età del Bronzo, con tracce rinvenute che vanno da sepolture, al vasellame vario, frammenti d'ossa d'animali e resti di vegetali bruciati.
Risalente all'epoca del Messiniano, la Grotta del Farneto si addentra nella terra per uno sviluppo complessivo di oltre un chilometro (e un dislivello massimo di 44 m). La parte visitabile della cavità conta tre sale principali: la prima ha il pavimento cosparso di massi bianchi precipitati dalla volta; la seconda ha dimensioni più ridotte, mentre la terza è particolarmente estesa, ma dal soffitto basso e cristalli di gesso infissi in ogni direzione.

#### Grotta della Spipola

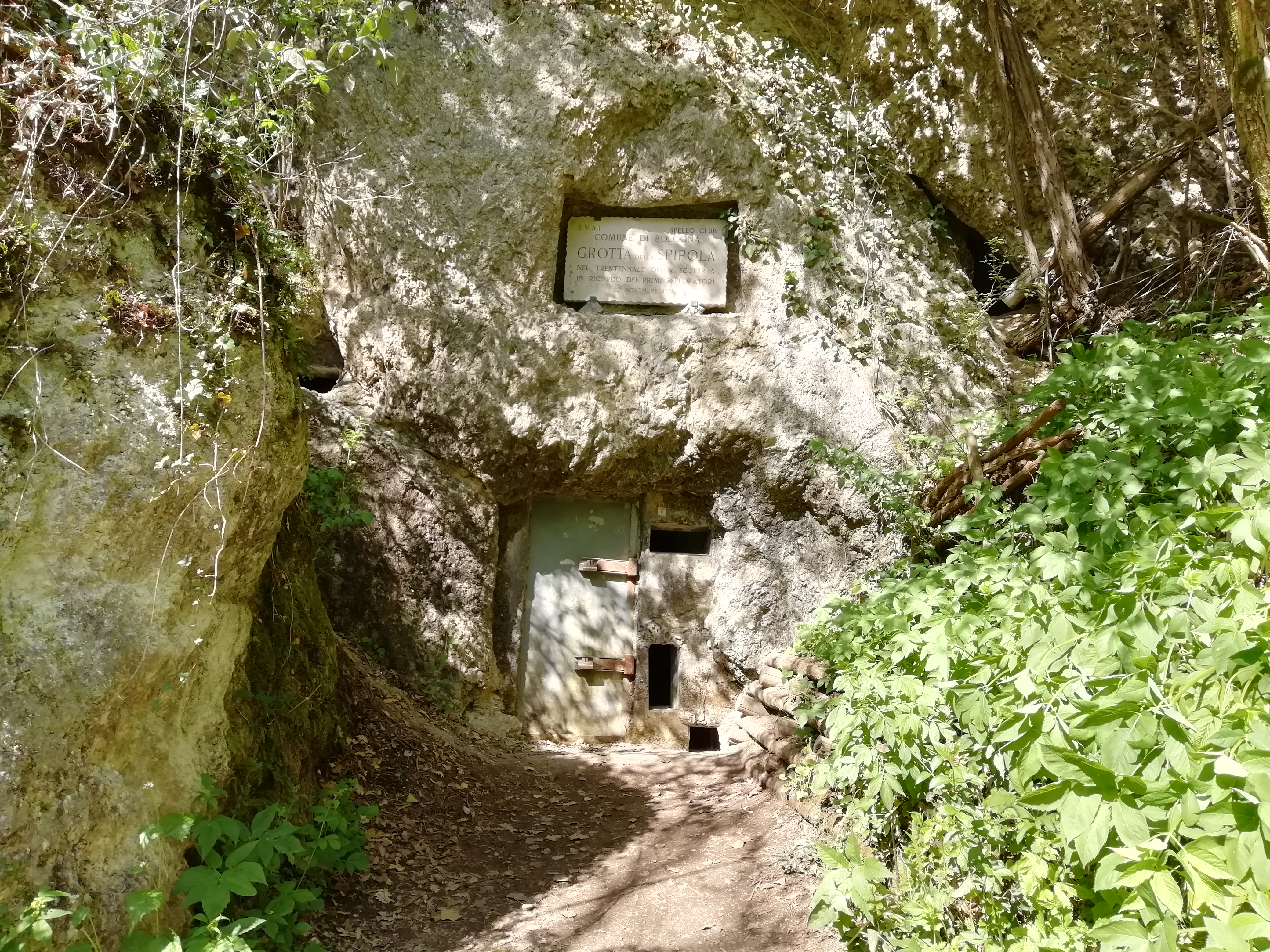
L'ingresso della Grotta della Spipola

La Grotta della Spipola si trova all'interno del Parco regionale, in frazione Croara. Venne scoperta nel 1932 dallo speleologo bolognese Luigi Fantini, pioniere dell'esplorazione dei gessi bolognesi e fondatore della Società Speleologica Bolognese.
La grotta, lunga 4 km e caratterizzata da un dislivello di 50 m, è considerata tra i maggiori complessi ipogei carsici dell'Europa occidentale, limitatamente alle formazioni gessose. Fa parte del sistema carsico chiamato "Acquafredda-Spipola-Prete Santo".
Vi si accede da un ingresso artificiale costruito nel 1936, più in basso rispetto a quello naturale detto "Buco del Calzolaio" (Bus d'la Speppla in bolognese), oggi chiuso.

#### Oasi fluviale del Molino Grande

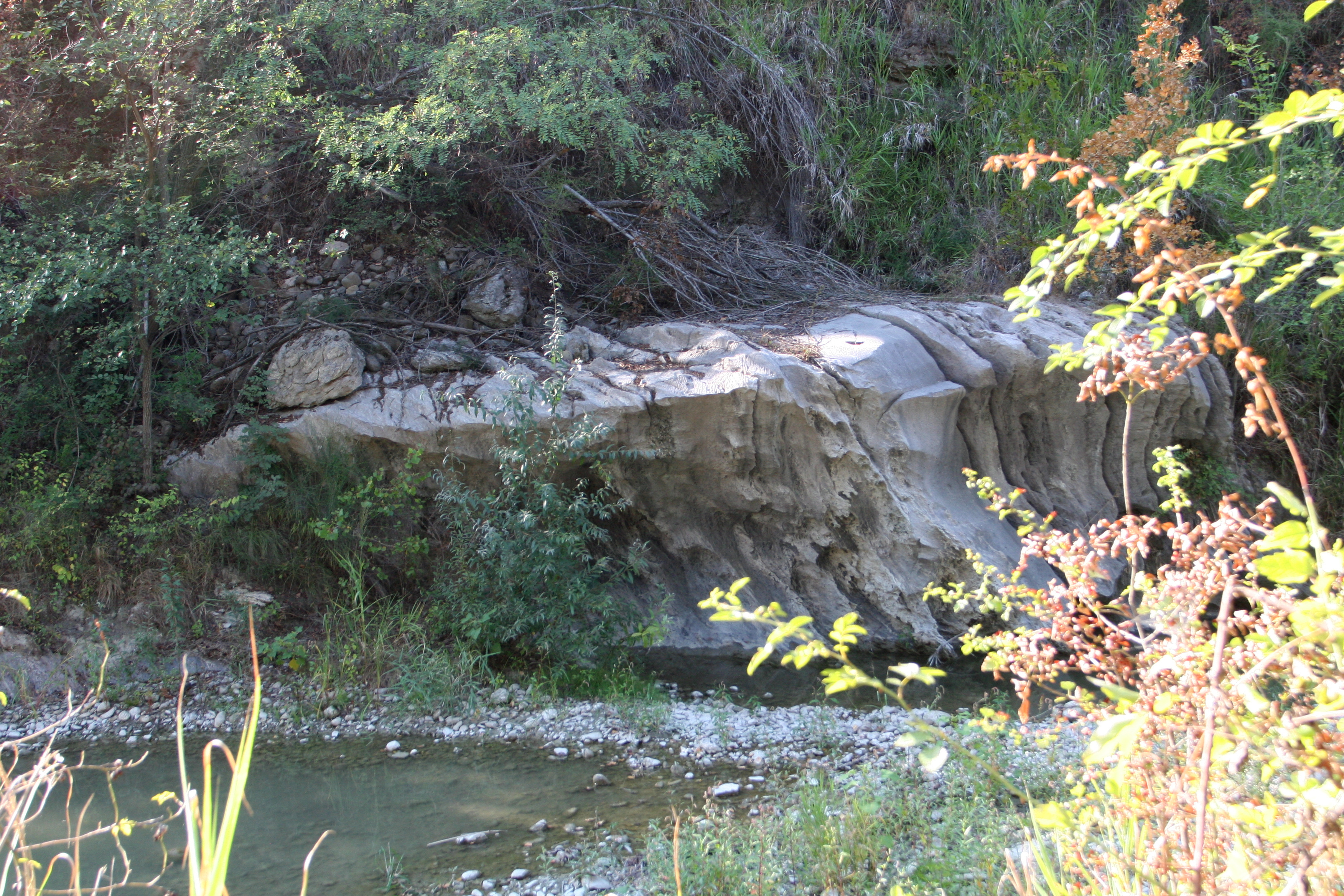
Gessi bolognesi dell'Oasi del Molino Grande

Nella frazione Idice di San Lazzaro di Savena, è possibile trovare l'Oasi fluviale del Molino Grande. L'oasi (collocata nell'ambito del Parco regionale dei Gessi Bolognesi e Calanchi dell'Abbadessa) include una zona umida, un lago e un tratto di bosco igrofilo (che si estende lungo le rive del torrente Idice) ed è zona di nidificazione per alcune specie di uccelli non comuni. Nell'area vi trova rifugio un'avifauna golenale che comprende il gruccione, il martin pescatore, la rondine topino, l'airone cenerino, la nitticora e la garzetta.
Sulla riva sinistra del corso d'acqua Idice sono visibili i resti di un vecchio mulino. Oltre agli uccelli, è possibile incrociare caprioli, cinghiali, daini, lepri, ma anche tassi e fagiani. Nella zona sono presenti piante di pioppo, roverella, orniello, acero campestre, robinia, salice, farnia, frassino meridionale e di rovo bluastro.
Sulla superficie di un lago (la conca di un'ex cava di ghiaia) si trovano anche rarità botaniche (a livello regionale) di genere acquatico come il nenufaro e la ninfea sfrangiata. Nell'oasi sono osservabili anche la salcerella, il giaggiolo acquatico e la tifa.

#### Area di Riequilibrio Ecologico Parco Fluviale Lungo Idice

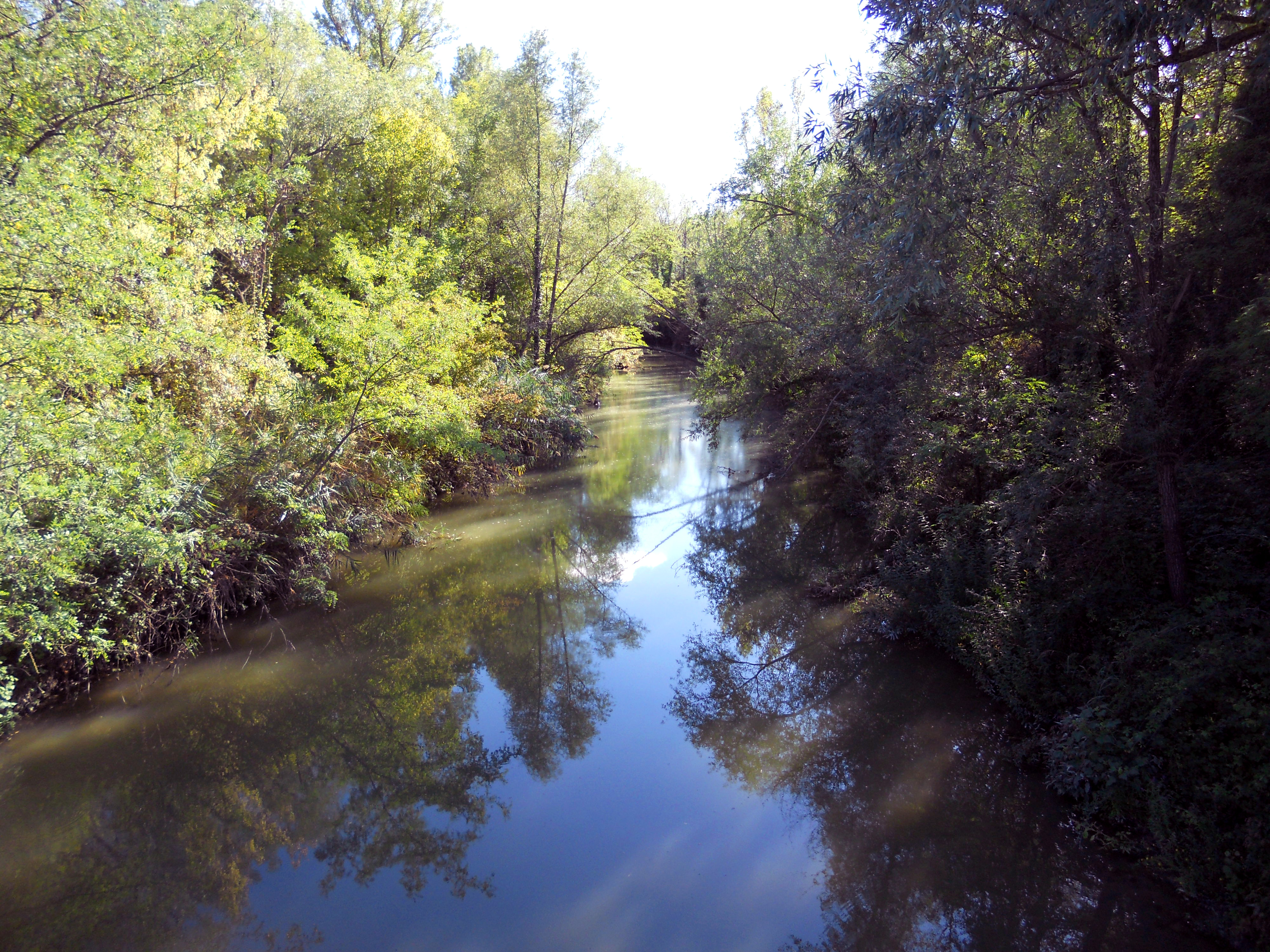
Fiume Idice

In zona Idice, è visitabile la cosiddetta Area di Riequilibrio Ecologico Parco Fluviale Lungo Idice, una fascia territoriale delle dimensioni di 30 ettari in cui la vegetazione è prevalentemente formata da pioppi, robinia, amorpha e tifa.
Tale progetto di riqualificazione ambientale è affidato dal comune al WWF e la sua superficie è connessa a nord al Parco Fluviale Lungo Idice di Castenaso e a sud all'Oasi fluviale del Molino Grande e al Parco di Ca' de Mandorli, sempre ad Idice (il tutto nell'ambito perimetrale del Parco regionale dei Gessi Bolognesi e Calanchi dell'Abbadessa).

#### Parco Belpoggio
Il Parco Belpoggio (attiguo alla frazione Ponticella) ha un'estensione di oltre tre ettari ed è inserito nel Parco regionale dei Gessi Bolognesi e Calanchi dell'Abbadessa. Dal 2010 l'area naturalistica è gestita dal WWF ed è dotata di uno stagno per la riproduzione degli anfibi.

#### Parchi pubblici
Parco della ResistenzaIntitolato alla Resistenza italiana, questo parco è la zona di verde pubblico principale del capoluogo-comune sanlazzarese. È confinante con il territorio di Bologna (Parco dei Cedri) ed è stato realizzato all'inizio degli anni settanta (ha un'estensione di oltre 17 ettari), ricavandolo da una delle proprietà della marchesa Laura Bevilacqua Ariosti (vedova di Annibale Rodriguez y Laso De' Buoi).
Parco 2 agostoQuest'area è stata portata a termine nel periodo 1979-1980, in pieno centro cittadino, ed è stata dedicata alle vittime della strage della stazione di Bologna. Ospita un palco in muratura con attorno un anfiteatro naturale, che la rende adatta ad accogliere all'aria aperta esibizioni pubbliche o cerimonie religiose. Dal settembre 2015 al giugno 2016 è stato oggetto di riqualificazione urbana.

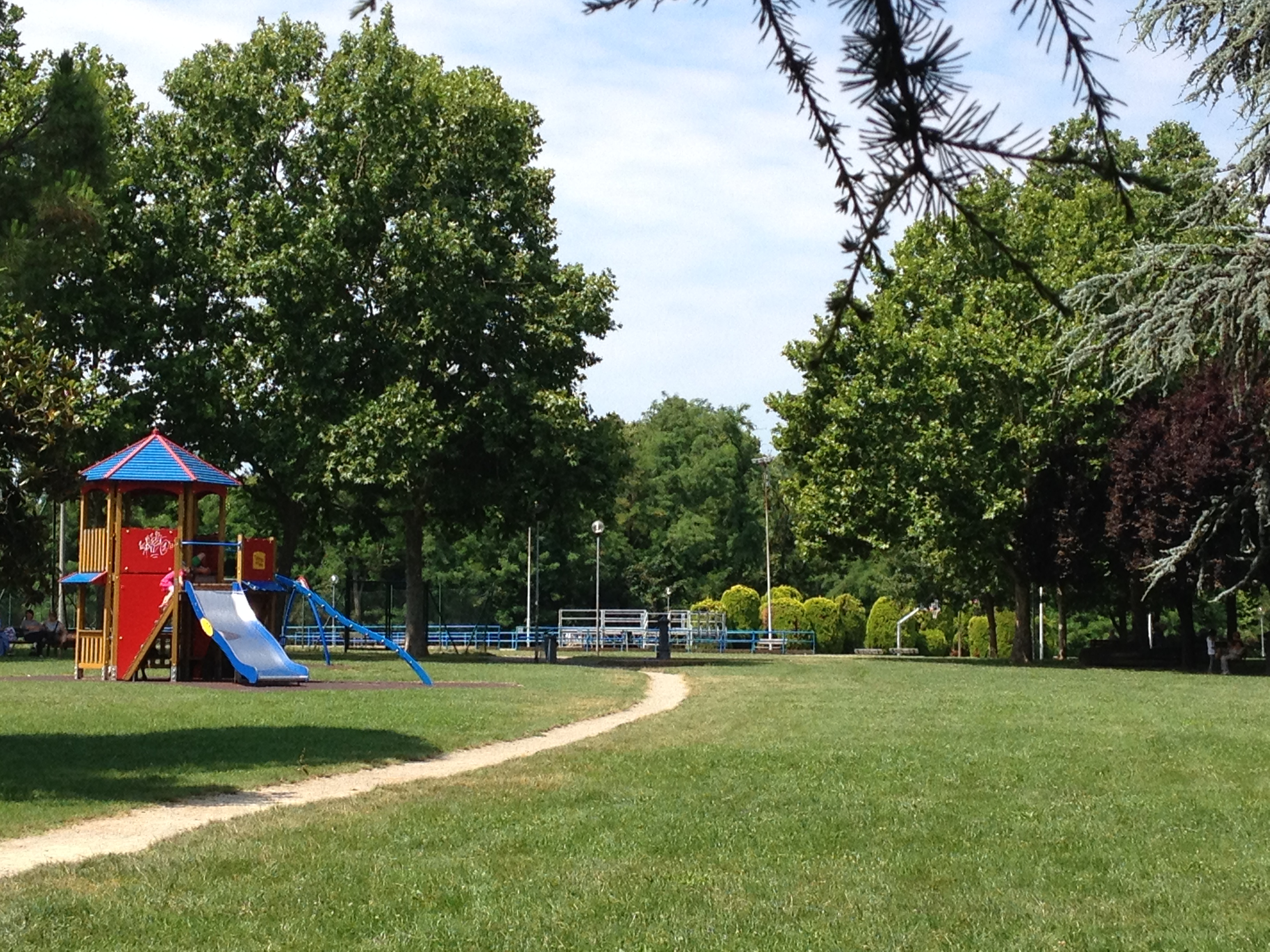
Parco della Resistenza
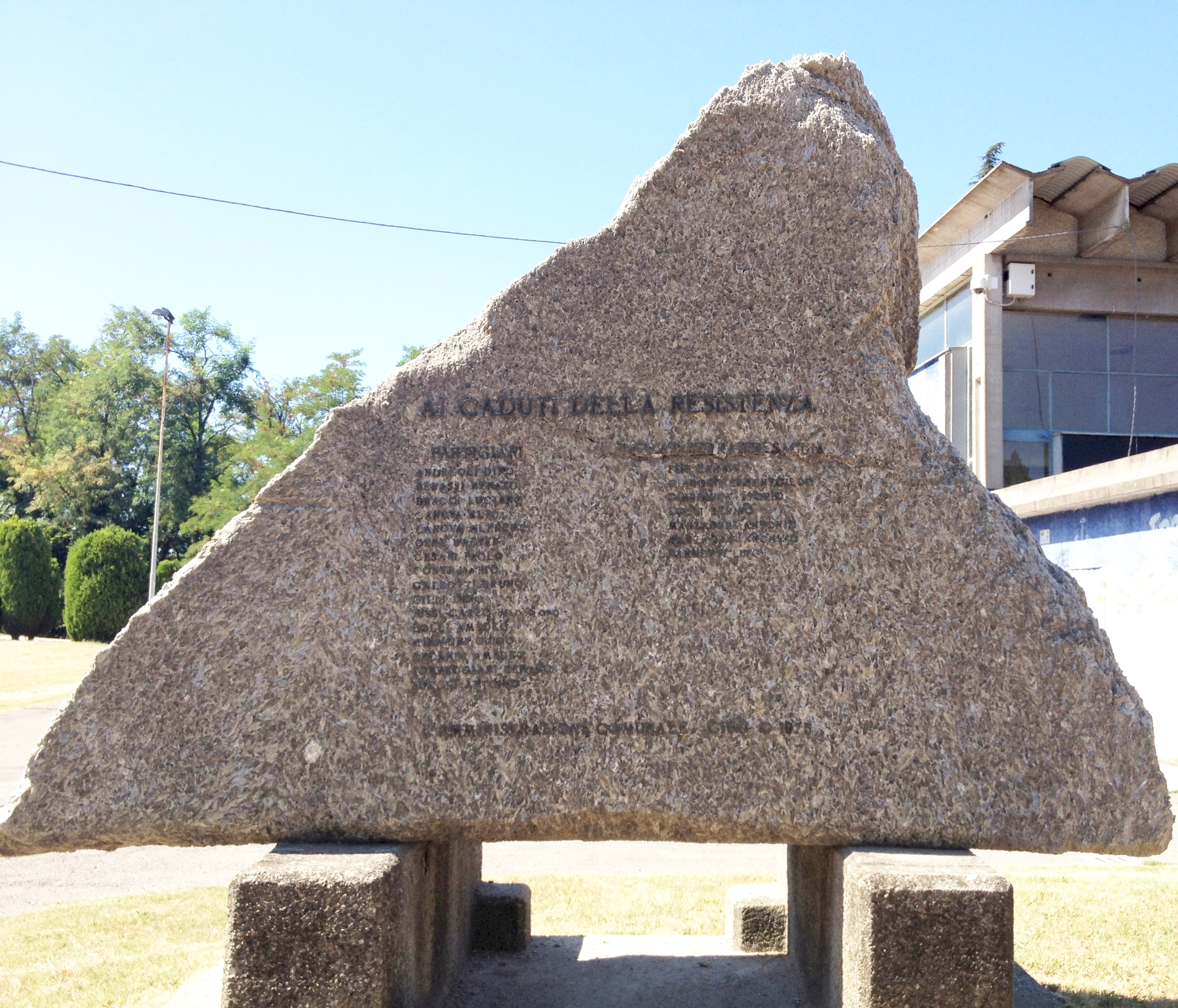
Parco della Resistenza: scultura che commemora i caduti sanlazzaresi della Resistenza
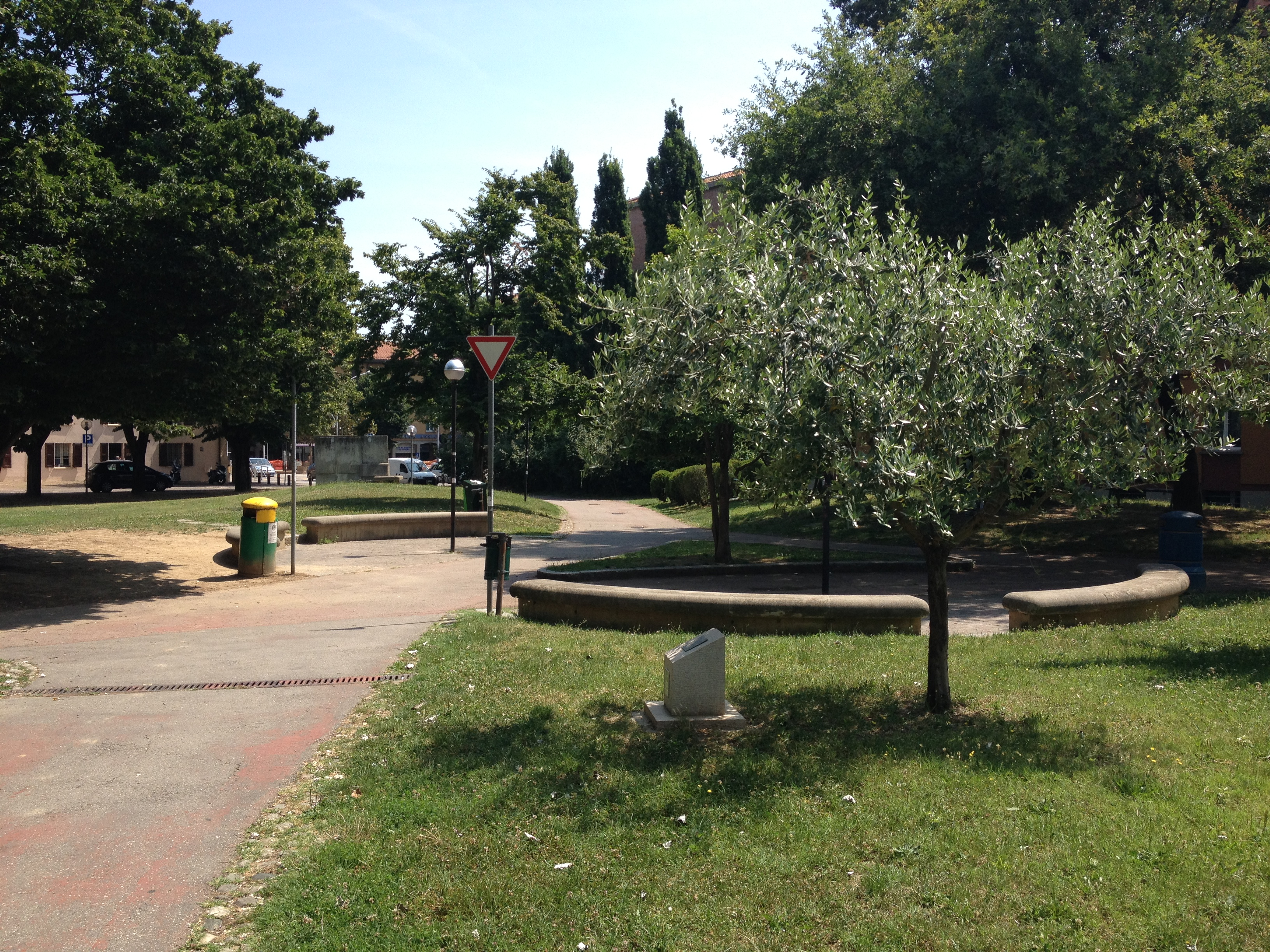
Parco 2 agosto (qui, prima della sua riqualificazione, conclusa nel 2016)
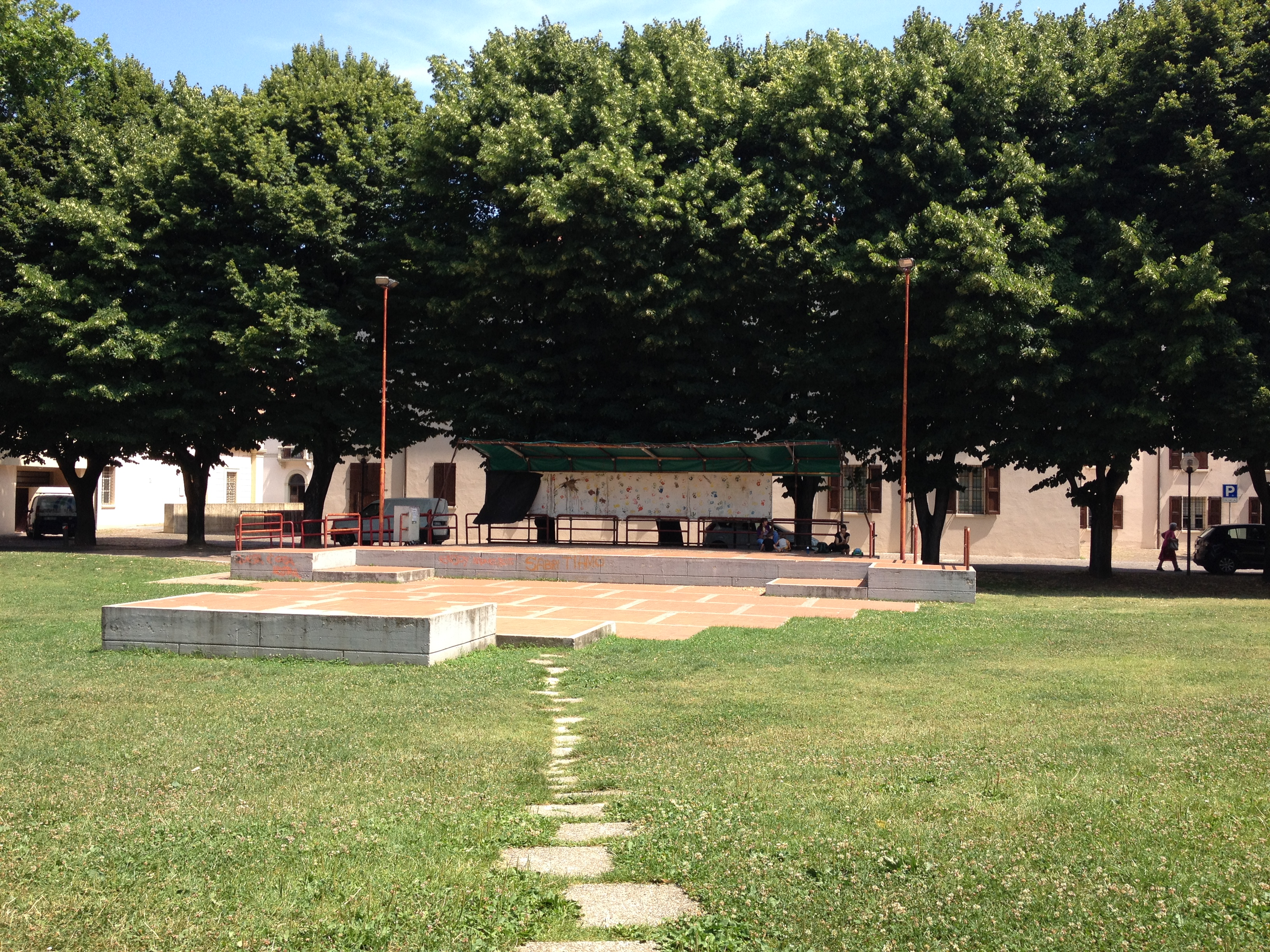
Palco del Parco 2 agosto (prima dei lavori di riqualificazione, terminati nel 2016)

Si menzionano anche il Parco Europa, il Parco di via Scornetta, il Parco Aldo Moro, quello di Ca’ De’ Mandorli ed il Parco della Pace.

## Società

### Evoluzione demografica
Abitanti censiti

### Etnie e minoranze straniere
Al 1º gennaio 2016, i cittadini stranieri residenti a San Lazzaro di Savena risultavano essere 2 539 (il 7,9% della popolazione totale), così suddivisi per nazionalità (sono indicati unicamente i dati superiori alle 100 unità):
1. Romania: 607
2. Repubblica di Moldavia: 262
3. Ucraina: 208
4. Albania: 202
5. Marocco: 156
6. Filippine: 109
7. Bangladesh: 108
8. Pakistan: 100

### Tradizioni e folclore
Nell'ambito del carnevale locale, Lazzarone è la maschera ufficiale del comune, nata nel 2000 per iniziativa dell'istituzione culturale "Prometeo" e dalla collaborazione del burattinaio bolognese Riccardo Pazzaglia (oltre che dal coinvolgimento degli alunni di due scuole elementari).
Lazzarone (nel nome vi è sia un riferimento allo stesso comune, che all'espressione dialettale generalmente impiegata per indicare un monello, un giamburrasca) incarna un sanlazzarese quindicenne nato nei primi del Novecento; è un personaggio privo di desiderio per lo studio, ma al contempo curioso (suole prendere appunti di ciò che vede e sente), smaliziato, vanitoso, amante del divertimento e degli scherzi.
La maschera di Lazzarone, impersonato per la prima volta da Pazzaglia, esordì pubblicamente il 10 febbraio del 2002, in occasione della festa carnevalesca sanlazzarese, tenendo uno strambo discorso dal balcone del municipio.

## Cultura

### Archivi e biblioteche

#### Archivio Storico Comunale
L'Archivio storico comunale, intitolato a Carlo Berti Pichat e parte integrante del Servizio Archivistico Metropolitano della Città metropolitana di Bologna, è collocato in un ambiente sotterraneo del Palazzo comunale (e facente parte dell'archivio propriamente detto), conserva il patrimonio documentario dell'amministrazione sanlazzarese dal 1827, anno della sua istituzione. L'archivio venne smembrato al termine degli anni sessanta e smistato su diverse sedi. Nel 1996, fu nuovamente assemblato, riordinato, inventariato e ricollocato in municipio. Nel 1998 nacque la sezione separata denominata Archivio Storico comunale, un istituto incaricato della custodia della documentazione più datata di San Lazzaro e altri enti.
L'Archivio Storico è ripartito in quattro fondi: quello comunale, che comprende la documentazione amministrativa dal 1827 fino al 1965, e tre fondi locali aggregati, ovvero, quello del Giudice conciliatore (1905-1977), della Congregazione di carità (poi Ente Comunale di Assistenza) dal 1893 al 1978, e quello del Partito Nazionale Fascista (1933-1943). È inoltre presente un archivio fotografico, che annovera materiale per gli anni che vanno dal 1900 al 2000, proveniente anche da fondi privati.

#### Mediateca
La Mediateca di San Lazzaro di Savena è stata inaugurata il 31 marzo 2007, alla presenza dell'allora sindaco Marco Macciantelli e di Romano Prodi e accompagnata da un assolo del trombettista Paolo Fresu.
Fra le prime costruzioni del suo genere ad essere stata edificata in Italia, è una biblioteca di circa 1550 m² disposti su due piani, ove sono conservati libri, giornali, audiovisivi e risorse multimediali in genere.
La mediateca consta di circa 40 000 documenti, 5 500 media audiovisivi e di 50 fra giornali quotidiani e periodici.
A livello architettonico, il tetto della mediateca è obliquo e rivestito da un tappeto vegetale per incrementarne l'inerzia termica e sviluppare un effetto isolante verso le temperature invernali ed estive. La copertura è dotata anche di pannelli fotovoltaici, al fine di ridurre il fabbisogno energetico della biblioteca stessa.
La struttura è integrata nel distretto culturale di San Lazzaro di Savena, di cui fanno parte anche Loiano, Monghidoro, Monterenzio, Ozzano dell'Emilia, Pianoro e Rastignano.

### Scuole
Nel territorio si trovano due Istituti comprensivi: l'Istituto Comprensivo 1 composto da tre scuole dell'infanzia, tre scuole primarie e una scuola secondaria di primo grado, e l'Istituto Comprensivo 2 che riunisce quattro scuole dell'infanzia, tre primarie e una secondaria di primo grado.
Nel comune si trovano inoltre gli Istituti di Istruzione Superiore "Enrico Mattei" ed "Ettore Majorana", oltre alla sede associata del Liceo scientifico "Enrico Fermi" di Bologna.

### Musei

#### Museo della preistoria "Luigi Donini"

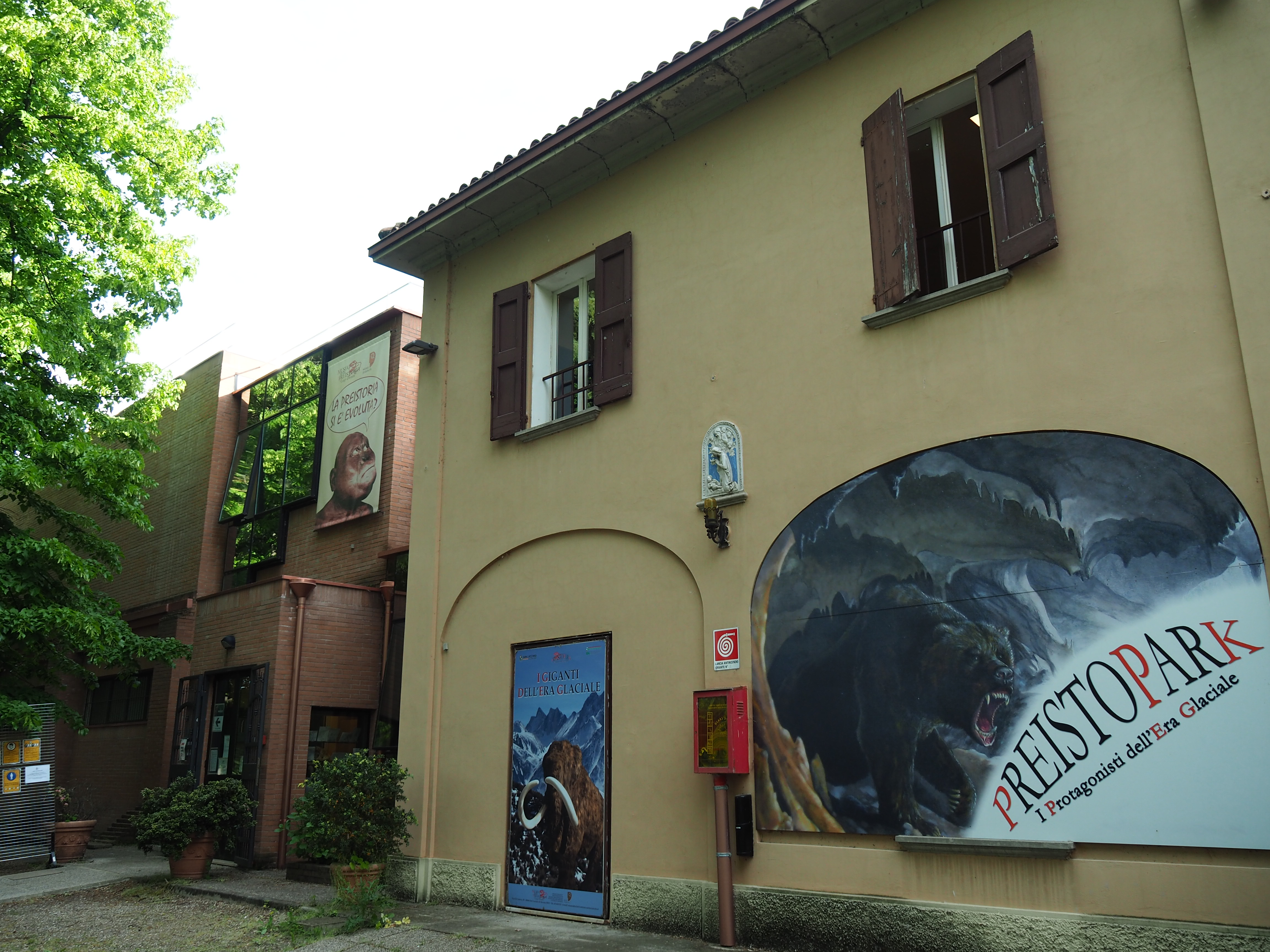
Il Museo della preistoria

Il Museo della preistoria "Luigi Donini" era originariamente una struttura museale archeologica dedicata alla memoria del naturalista e speleologo sanlazzarese Luigi Donini. Istituito nel 1971, nel 1985 passò in gestione al comune di San Lazzaro che lo spostò nella sede attuale e favorì il rinnovo dell'allestimento e nuove acquisizioni. Ampliato nel 2003 con un nuovo allestimento, riaprì i battenti con il nome di "Museo della preistoria". Il percorso museale spiega i principali fenomeni concatenati al territorio (nelle sue origini) a livello geologico, paleoecologico e antropologico. Dal 2008 all'esterno del museo è stato inaugurato il PreistoPark, itinerario didattico sui grandi mammiferi estinti.

#### Fondazione Cirulli

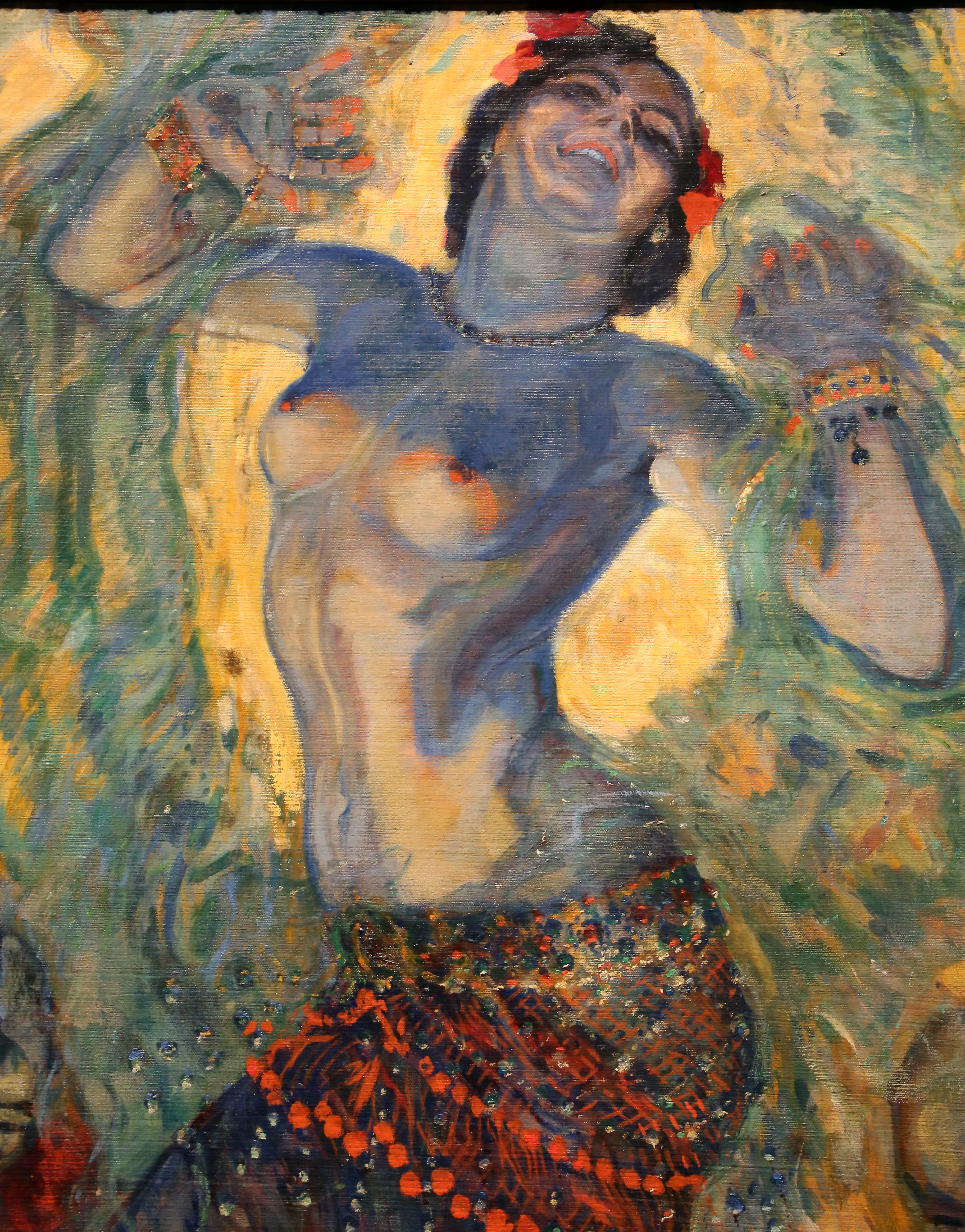
Aroldo Bonzagni, Moti del ventre, 1912 (coll. Fondazione Cirulli)

La Fondazione Massimo e Sonia Cirulli è un'istituzione culturale incentrata sull'arte contemporanea del XX secolo. Ospitata in un edificio progettato da Achille e Pier Giacomo Castiglioni, si occupa della valorizzazione dell'arte, principalmente italiana, fra l'inizio e gli anni settanta del Novecento, tramite l'organizzazione di mostre, eventi e laboratori.

### Media

#### Stampa
Nel territorio comunale è collocata la redazione del mensile nazionale dedicato allo sport Guerin Sportivo.

### Teatro

#### ITC Teatro
L'ITC Teatro è il teatro comunale di San Lazzaro di Savena e venne ufficialmente inaugurato nel 1983. Originariamente, la sua destinazione d'uso era di Aula Magna dell'Istituto Tecnico Commerciale "E. Mattei" (ora I.I.S. "E. Mattei"), da cui la costruzione prende il suo nome e nelle cui immediate vicinanze è ubicata. L'edificio fu convertito su iniziativa dell'Assessorato alla Cultura del Comune.
Nel corso degli anni ottanta, artisti e compagnie teatrali fra cui Annibale Ruccello e il Teatro delle Albe, vi si esibirono. Ospitando il festival/concorso per comici La Zanzara d’oro (nato nel 1985, poi divenuto di rilevanza nazionale), e grazie all'incontro con lo spettacolo cabarettistico bolognese Gran Pavese Varietà (ideato da Patrizio Roversi e Syusy Blady), calcarono il palcoscenico sanlazzarese anche gli allora esordienti Antonio Albanese, Gene Gnocchi, Daniele Luttazzi, Paolo Hendel, Fabio De Luigi e Alessandro Bergonzoni.
Dal momento della sua riapertura (avvenuta nel 1998, in seguito alla chiusura forzata di alcuni anni per via di lavori di ristrutturazione), il teatro fu affidato alla gestione del cast artistico e tecnico della Compagnia del Teatro dell'Argine (in seguito vincitrice di diversi premi Ubu).
L'ITC Teatro ha una capienza di 220 posti (120 in platea e 100 in gradinata), conta su una media di 30 000 spettatori all'anno (nella stagione teatrale 2007-2008, è risultato essere il terzo teatro in Italia per dati d'afflusso di pubblico, considerato fra quelli aventi una capienza al di sotto dei duecentocinquanta posti) e negli ultimi anni ha ospitato artisti come Paolo Rossi, Ascanio Celestini, César Brie, Marco Baliani, Valerio Binasco, Paolo Nani e Emma Dante.

### Musica

#### Corpo Bandistico Musicale Città di San Lazzaro
Tra il 1853 e il 1855 nacque la Banda del Comune di San Lazzaro di Savena, la quale diede inizio alla propria attività adoperandosi nel corso di manifestazioni civili e religiose.
Il 6 giugno dell'anno 1859, il complesso bandistico musicale fu aggregato alla Guardia nazionale italiana. A partire dal 1860 mutò l'originaria denominazione in Banda Nazionale del Comune di San Lazzaro di Savena e come tale, e a fini patriottici, la più antica istituzione culturale sanlazzarese accompagnò i militari nelle marce ed eseguì servizi d'onore nelle riviste delle piazze d'armi.
In seguito, per via dello scioglimento della Guardia nazionale italiana, il gruppo bandistico variò in Musica di San Lazzaro di Savena e continuò ad operare per ulteriori 20 anni sotto tale nome.
Il 25 febbraio del 1890, la banda si legò alla Società di Mutuo Soccorso fra i Superstiti della guerra per l'Unità d'Italia (diventando Banda di San Lazzaro di Savena e Superstiti) e per essa fornì servizi d'onore e accompagnamento per le salme dei combattenti della guerra risorgimentale per l'Unità d'Italia. Successivamente, il gruppo musicale trasferì la propria sede a Bologna (ove tuttora opera con il nome di Corpo Bandistico Gioacchino Rossini). Nel 1920 la banda assunse la denominazione di Società Musicale Risorgimento, svincolata dalla Società di Mutuo Soccorso fra i Superstiti della guerra per l'Unità d'Italia.
Nel frattempo, a San Lazzaro di Savena si era formato un altro corpo musicale, composto anche da alcuni membri che avevano deciso di non spostarsi nel capoluogo emiliano assieme alla banda, e che divenne il nucleo del gruppo bandistico sanlazzarese.
Nell'arco delle due guerre mondiali, fu sospesa l'attività della seconda banda nata a San Lazzaro.
L'odierno Corpo Bandistico Musicale Città di San Lazzaro si articola in un organico di una quarantina di elementi.
In tempi recenti (il 9 maggio del 1997), la banda ha partecipato al concerto di Jovanotti, tenutosi all'Unipol Arena (all'epoca PalaMalaguti) di Casalecchio di Reno.
Nel corso degli anni, la divisa appartenente al corpo musicale fu aggiornata diverse volte: la prima fu di color grigio, corredata di cappello piumato "alla bersagliera", in seguito assunse la livrea nera (seguendo il modello stabilito allora per gli ufficiali medici dell'Esercito Regio), fino a diventare l'uniforme corrente, composta da pantaloni grigi abbinati ad una giacca in tinta blu.

### Eventi

#### Fiera di San Lazzaro
(Nel 1973 il cantautore Francesco Guccini riprende, parzialmente modificata, una canzone popolare e goliardica: "La fiera di San Lazzaro", inserendola nell'album Opera buffa)
Istituita ufficialmente il 28 aprile del 1830 (ma con origini più antiche), la Fiera di San Lazzaro (La Fira ed San Lazer, in dialetto bolognese) è un mercato tradizionale (nato come fiera di bestiami e merci) che si tiene annualmente nel periodo estivo, nel capoluogo di comune.
Cresciuta d'importanza nel corso del tempo (seppur perdendo di rilevanza a partire dalla fine del XX secolo), della manifestazione contadina, nel 1882, il comune stabilì un secondo appuntamento annuo, da tenersi a settembre (ma che dagli inizi del XX secolo non ebbe più seguito).
La manifestazione comprende stand di ambulanti, artisti, antiquari, appuntamenti gastronomici. Nel corso dell'evento, si svolgono spettacoli d'intrattenimento musicale.

## Geografia antropica

### Frazioni

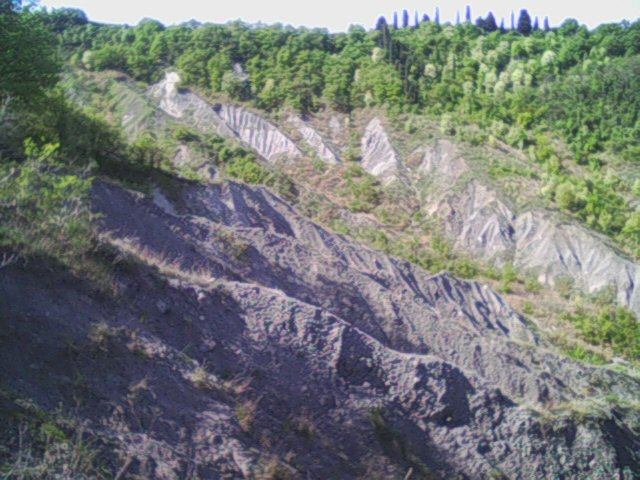
Calanchi di Montecalvo (Parco regionale dei Gessi Bolognesi e Calanchi dell'Abbadessa, confine tra San Lazzaro di Savena e Pianoro)

San Lazzaro di Savena nasce in via ufficiale nel 1802, unito alle frazioni di Caselle e Russo e si arricchisce, nel 1810, di ulteriori località: Castel de' Britti, Croara, Miserazzano (ovvero l'attuale Ponticella) e Pizzocalvo.
Nell'epoca presente, il territorio comunale è complessivamente formato dai seguenti nuclei amministrativi:
BorgatellaPiccola frazione situata a nord-est di San Lazzaro (capoluogo), confinante con il torrente Idice e posta a 46 metri di altitudine sul livello del mare.
CaselleFrazione molto prossima al centro e vocata anche a zona artigianale. È immediatamente confinante con il Savena ed è a 51 metri sul livello del mare. L'archeologo e conte Giovanni Gozzadini, nel 1853 scoprì presso una sua proprietà (il podere "Camposanto") a ridosso dell'attuale chiesa di Santa Maria Assunta di Caselle, un sepolcreto (composto da 193 tombe) testimonianza della civiltà villanoviana.

Castel de' Brittipiccola frazione collinare, il cui nome deriva da un antico castello oggi quasi completamente distrutto (ne rimane unicamente un grande arco d'ingresso). Oltre alla vecchia chiesa di San Biagio, è presente la nuova chiesa parrocchiale in stile modernista.
La CicognaPrincipalmente, è un nucleo artigianale (a est del centro), progettato negli anni settanta/ottanta e ancora in ampliamento.
ColungaNel 190 a.C. circa, si accamparono (nei luoghi in cui sarebbe sorta Colunga), soldati dell'esercito romano a cui faceva capo il console Publio Cornelio Scipione Nasica, vittorioso poi definitivamente sui celtici Galli Boi. Al termine delle ostilità, alcuni ufficiali di quell'esercito acquisirono quelle terre feconde per colonizzarle (a pagamento dei loro servigi). Il toponimo, nel tempo, da "colonia" cambiò in "Cologhna" e infine in Colunga.
Nel 1882 furono rinvenute quindici monete d'oro romane sotterrate intorno al 13-12 a.C., fra le quali un aureo fatto coniare dal condottiero Marco Antonio. L'esemplare, è oggi custodito al British Museum di Londra. Nel 1896, l'archeologo torinese Edoardo Brizio, in uno scavo effettuato nel cosiddetto "Campo degli Spedali" (località Prati di Colunga), rinvenne la sepoltura di un individuo adulto, traccia risalente all'Età del rame.
Questa frazione e a 50 metri s.l.m.
CroaraIn questa località collinare (a 216 metri sul livello del mare) si trova la Grotta della Spipola, accreditata fra i più estesi complessi carsici ipogei del lato occidentale europeo. Sopra ad un'altura di natura gessosa sono presenti i resti del Castello di Croara. A questi luoghi (durante un soggiorno estivo nel 1915), il pittore e poeta Filippo De Pisis s'ispirò per scrivere I Canti de la Croara.
FarnetoConfinante con la Croara, in questa frazione posta a quota 87 metri dal livello del mare (il cui toponimo deriva dalla folta presenza di boschi di farnia) è locata la Grotta del Farneto, cavità gessosa del Parco regionale dei Gessi Bolognesi e Calanchi dell'Abbadessa.
IdicePrende la sua denominazione dal vicino torrente Idice (è a 63 metri s.l.m.). Il nucleo odierno è anticamente nato attorno a un ponte sulla strada consolare romana Emilia e alla chiesa di San Giacomo, la quale assisteva un locale ospizio per pellegrini. Entrambe le strutture furono coinvolte nelle soppressioni napoleoniche agli inizi del XIX secolo. L'ospizio subì in seguito l'abbattimento e la chiesa fu sconsacrata, cambiando la sua destinazione d'uso in abitazione civile. La Tabula Peutingeriana (copia di un'antica mappa romana) riporta, nel segmento IV, 4 m, della presenza di una stazione di posta romana (poi andata distrutta) all'altezza dell'attuale Idice, chiamata "Isex flumen" (in quell'area, la strada maestra via Emilia incrociava uno dei rami della via Flaminia minor). L'ex chiesa di San Giacomo, in effetti conserva, nella sua struttura, materiali recuperati proprio dalla stazione. Presso Idice, trovano collocazione le aree naturali dell'Oasi fluviale del Molino Grande e l'Area di Riequilibrio Ecologico Parco Fluviale Lungo Idice.
La CampanaCollocata in periferia sanlazzarese (tra Idice e il comune di Ozzano dell'Emilia), e a 64 metri di altitudine s.l.m., nella sua area è presente la "Zona Industriale la Campana".
Secondo una leggenda, nell'anno mille viveva in un castello sull'altopiano della Croara, il cavaliere Azzano, noto per il suo ardimento in guerra e segnatamente per la sua invincibilità. La reputazione di Azzano, giunta a Bologna, destò ammirazione e invidia. Dalla città felsinea stessa e da altri centri abitati, giunsero sette cavalieri per sfidarlo, ma subirono la sconfitta. Un giorno Azzano si cimentò in duello con un giovane proveniente da sud, forte e in armi leggere (all'opposto di Azzano, il quale soleva indossare un equipaggiamento piuttosto pesante). Per tre dì la valle del Savena rimbombò dei clangori dell'aspro scontro. Proprio al terzo giorno, il cavaliere Azzano, venne colpito brutalmente e cadde dalla cavalcatura, vinto. Per il disonore, il nobile cominciò ad errare per la Croara senza darsi pace; finché avvenne il tragico epilogo: si lanciò a cavallo da un'altura sulla valle del Savena. Si dice che nella corsa abbia pronunciato, gridando in latino, le parole: "Misere Azzano!"; il racconto narra che proprio da quell'urlo trasse il nome la località di Miserazzano.
La Mura San CarloToponimo dovuto a un antico oratorio, La Mura San Carlo è una frazione periferica del comune ove si trova, fra l'altro, l'edificio localmente noto come "Ospedale San Camillo", una villa originariamente edificata nel XVII secolo e adibita a ricovero per anziani nel 1933 (oggi la struttura ospita ambulatori dell'Azienda USL di Bologna).
MirandolaFrazione a sud-est del capoluogo, locata a 56 metri di altitudine sul livello del mare.
PizzocalvoAntico borgo del XIII secolo (a 83 metri sopra il livello del mare) e sede di un castello andato perduto, il suo nome era Picco Calvuli, mutato poi nell'attuale toponimo. Si unì a San Lazzaro nel 1810. Nel 1944 fu teatro dell'eccidio dei "Martiri di Pizzocalvo", perpetrato dalle SS su alcuni cittadini accusati di sostegno ai partigiani.
PonticellaAnticamente conosciuta come Miserazzano, negli anni settanta questa frazione (un tempo borgata) prese il nome di Ponticella (già chiamata il Pontale, probabilmente per via della passerella in loco che permetteva l'attraversamento del corso d'acqua del Savena). Il suo confine ovest è determinato dal letto del fiume Savena. È a 72 metri sul livello del mare.
PulceQuesta frazione, posta a 84 metri di altitudine sul livello del mare, ha cambiato aspetto negli anni ottanta, quando, attraverso l'acquisto di terreni ecclesiali da parte del comune, fu destinata all'ubicazione di alloggi popolari.
RussoFrazione a nord del capoluogo e confinante con Borgatella.
Trappolone (Paleotto)Località posta a sud-est del centro sanlazzarese (e confinante con Bologna e Pianoro), la quale prende il nome da un'antica locanda con stazione di posta. Erroneamente, è chiamata anche Paleotto (nome invece dato a un insediamento residenziale ivi presente e che risale alla fine del XX secolo. Per inciso, l'autentico Paleotto è un parco del comune di Bologna, il cui nome deriva dalla ricca famiglia medioevale bolognese dei Paleotti).
Villaggio MartinoFrazione confinante con Croara e Ponticella.

## Economia

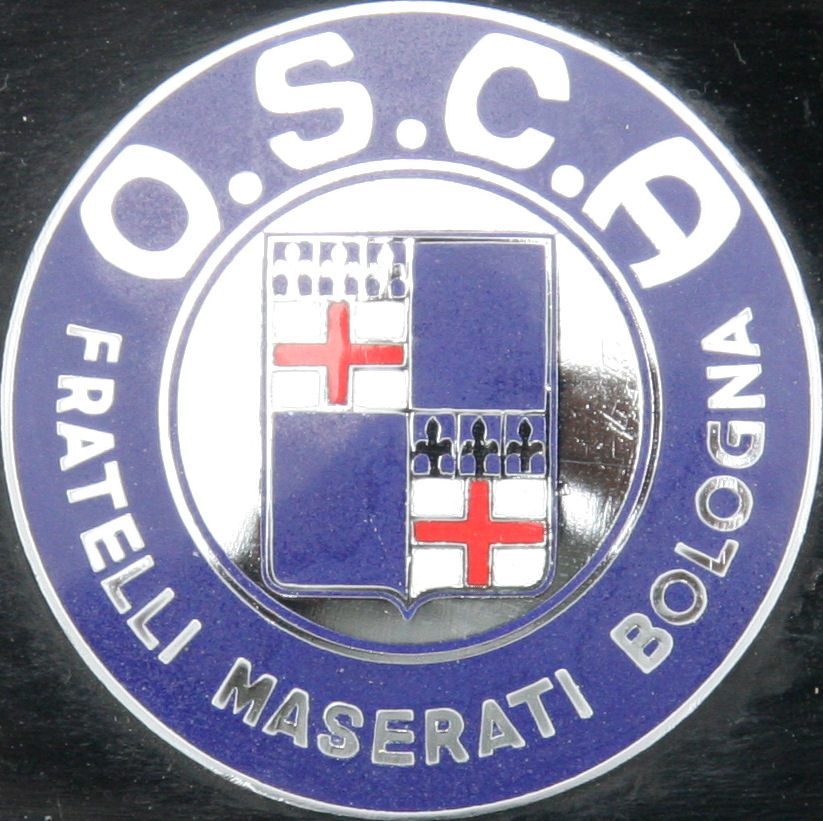
Il marchio dell'OSCA, la casa automobilistica sportiva sanlazzarese, operante dal 1947 al 1967

A San Lazzaro di Savena hanno a tutt'oggi sede alcune importanti aziende, quali ad esempio Conserve Italia (marchi Valfrutta, Cirio, DeRica, Derby, Derby Blue, Yoga e Jolly Colombani), Furla (sede legale), Conti Editore e Macro Group S.p.A. (Information Technology), mentre hanno avuto la loro sede storica anche Malaguti, Italjet e Grimeca, poi trasferite altrove, e l'OSCA.

### Artigianato
Per quanto riguarda l'artigianato, San Lazzaro di Savena è rinomato soprattutto per i laboratori di oreficeria e di gioielleria.

## Infrastrutture e trasporti
Oltre che dalla via Emilia, dalla quale è attraversata, San Lazzaro è raggiungibile tramite l'uscita dell'autostrada A14 Bologna - San Lazzaro (il 7 luglio 1966, venne inaugurato proprio a San Lazzaro di Savena, il primo tratto della autostrada Adriatica), e all'uscita della tangenziale di Bologna numero 13 (San Lazzaro).
Il servizio di trasporto pubblico è assicurato dalle autocorse urbane, suburbane e interurbane svolte dalla società TPER.
Il comune è inoltre servito dalla stazione urbana di San Lazzaro di Savena (inaugurata il 16 dicembre 2008), parte del Servizio Ferroviario Metropolitano di Bologna.
Dal 1885 al 1935 San Lazzaro disponeva di una stazione della tranvia Bologna-Imola la quale svolgeva un servizio con trazione a vapore gestito dalla Società Veneta. Il 31 luglio 1948 San Lazzaro fu nuovamente collegata a Bologna tramite la linea 20 della rete tranviaria urbana; tale linea fu soppressa il 1º luglio 1961, sostituita da autobus.
Secondo un progetto degli anni novanta, un filobus a guida ottica denominato Civis avrebbe dovuto collegare San Lazzaro con il centro di Bologna; tale progetto è stato poi aggiornato in seguito ad alcune vicende giudiziarie prevedendo la sostituzione con veicoli Crealis, modelli più evoluti a guida ordinaria.

## Sport

### Società sportive
- Pallavolo: Zinella Volley Bologna società maschile, fondata nel 1972, vincitrice di uno scudetto, una Coppa Italia e una Coppa delle Coppe. La squadra femminile ha disputato negli anni 1980 la Serie A. Oggi assorbita dalla Pallavolo San Lazzaro, che ha aggiunto al proprio logo anche quello del leone della Zinella, denominando la società Pallavolo Zinella VIP San Lazzaro.
- Pallavolo: Paolo Poggi volley, prima società di pallavolo maschile e femminile di Bologna, fondata nel 1970. Detiene il codice 0001 della Federazione Italiana Pallavolo territoriale di Bologna. Negli anni 90 ha disputato il campionato di serie B maschile. Oggi con circa 300 atleti disputa il campionato di serie CM e DF.
- Scherma: Zinella Scherma[244], fondata nel 1998.
- Calcio: Football Club San Lazzaro Calcio, fondato nel 1929; Boca San Lazzaro, società bolognese che disputò un campionato di Serie C2 nel 2006 con sede a San Lazzaro.
- Pallamano: Bologna United Handball, fondata nel 1999.
- Calcio a 5: Kaos Futsal, fondata nel 1983.
- Football americano: Phoenix San Lazzaro, attivi dal 1986 al 1998 e vincitori di due Superbowl italiani

### Eventi
- Nell'agosto 2008 si sono tenuti a San Lazzaro i campionati mondiali di frisbee freestyle[245].

### Impianti sportivi

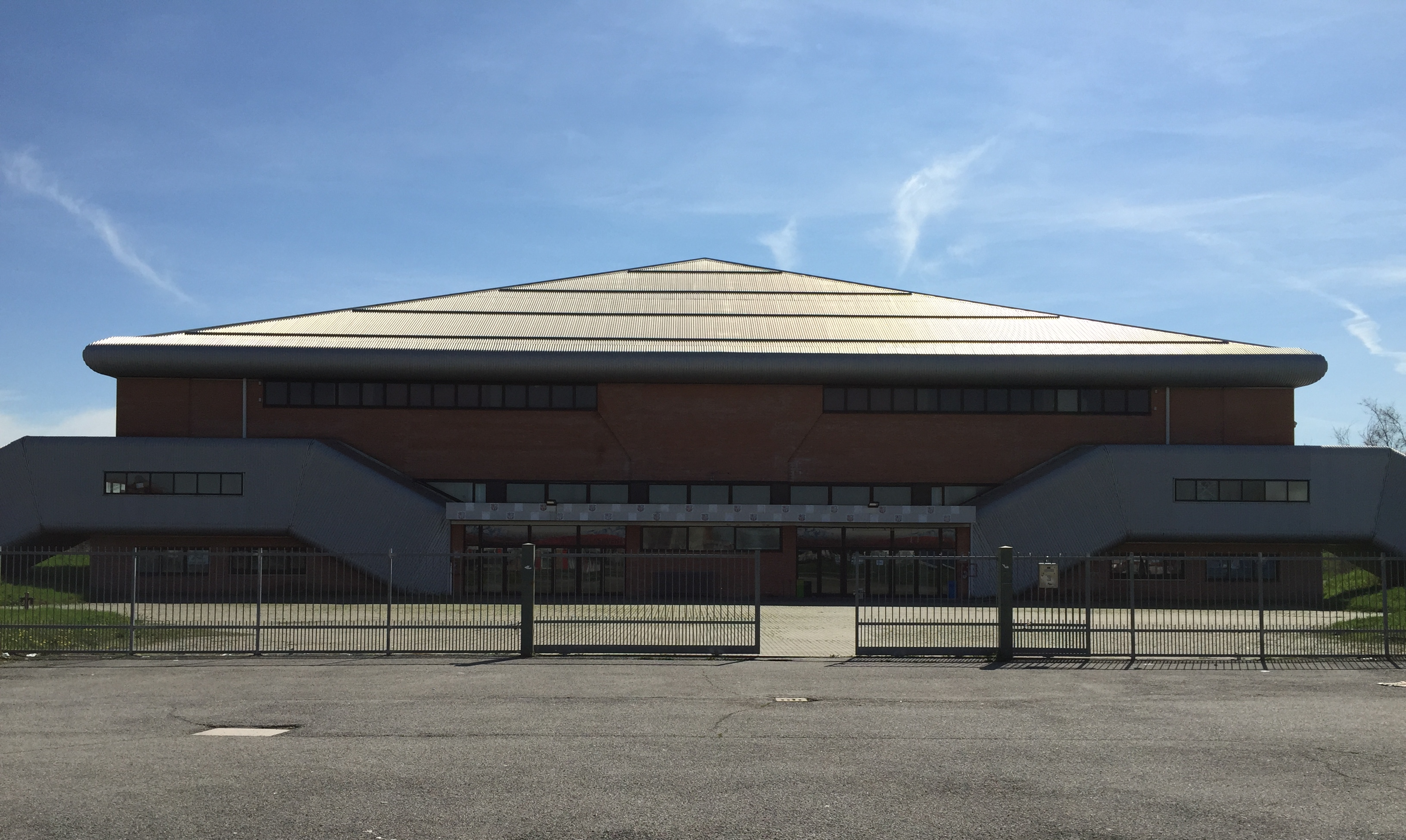
PalaSavena

- PalaSavena: palazzetto dello sport con una capienza di 2700 posti, che oltre ad eventi sportivi ospita anche spettacoli e congressi.
- Palestra Rodriguez: palazzetto dello sport per la BSL San Lazzaro.
- Stadio Maurizio Cevenini: capace di 2500 posti, è dotato di un campo da calcio regolamentare (oltre a un campo da calcetto). Vi giocano il Real San Lazzaro A.S.D. e il FC San Lazzaro A.S.D.
- Piscina Comunale Kennedy: è dotata di una vasca coperta di 25x16 m e una profondità che varia da 1,50 m fino a 1,80 e un'ulteriore vasca coperta di 15x6 m, profonda 0,80 m.
- Bowling Polisport San Lazzaro, fondato nel 1986, è un centro bowling da 40 piste.